# ガラスの仮面
『ガラスの仮面』（ガラスのかめん）は、美内すずえによる日本の少女漫画作品。略称は「ガラかめ」。1975年12月5日から連載が始まり、長期休載を何度も挟みながら「未完」の大ベストセラーで白泉社を代表する漫画作品の一つである（2024年5月現在）。2021年3月時点で累計発行部数は5000万部を記録している。

## 概要

### 連載の変遷
「ガラスの仮面」は隔週誌『花とゆめ』（白泉社）に1975年12月5日発売の1976年1号から40年以上連載されている。長期連載となった本作だが、美内によれば、2巻程度で終わらせる構想であった。
1982年頃（劇中劇「ふたりの王女」の前後）より、雑誌版から単行本にする際に大幅な改稿を行なうようになった。単行本の巻末にも雑誌掲載原稿を改稿した旨記載されているが、特に単行本38巻以降は、雑誌版原稿を使用せず、全面改稿されている。実際に、1989年以降『花とゆめ』誌に掲載されたストーリーの大部分が単行本に収録されず（いわゆる未刊行部分）、単行本版・『花とゆめ』連載版・短期集中連載及びプラチナ増刊版という、3種類のストーリーが展開されるようになった。
1995年から翌年まで二年の長期休載を経て、1997年の1997年20号、連載351回をもって『花とゆめ』における連載は事実上終了した。1998年に1989年11号までの内容で構成された41巻が、2004年12月16日に完全書き下ろしで42巻が発売された。
そして、2008年7月26日発売の月刊誌『別冊花とゆめ』9月号より、コミックス42巻の続きから連載が再開された。1970年代に始まった作品であるためいわゆる「黒電話」しか描かれることがなかったが、時代背景の変化により42巻で初めて携帯電話が登場した。普遍的な作品となることを目指しモチーフなどに同時代性を持たせないようにしていた美内には葛藤があったという。また、『別冊花とゆめ』再連載以降には、『花とゆめ』連載版の未刊行部分の内容が再構成されて登場している。
2012年5月26日発売の月刊誌『別冊花とゆめ（略称：別花）』7月号にて連載を中断。その際別花誌面では「コミックス発行準備」と告知され、当初の予定から多少の遅れは発生したもののコミックス49巻を2012年10月5日に発売。翌春にはその続きとなるコミックス50巻の発売予定を白泉社公式サイトにて発表したが二転三転し、「発売延期」が発表されたままとなっている。
また休刊前の別花2016年7月号の別冊特別付録（小冊子）にて、コミックス50巻の一部を大公開として18ページ程の漫画が発表されたが、その内容は速水真澄が鷹宮邸を訪問し正式に婚約破棄を申し入れ、精神を病んだ婚約者の鷹宮紫織の治療をすべく山の療養所に連れて行くと宣言する迄で大きな進展は無かった。以降『別冊花とゆめ』での連載の再開は行われなかった。
2018年5月26日発売の7月号をもって掲載誌『別冊花とゆめ』が休刊。連載作品や常連作家などの今後の掲載予定のリストの中に本作の名がなかったため危惧の声が上がり、美内が公式ツイッターで「必ず最終巻まで描き続けます。」とコメントしている。以降他の雑誌での掲載や、単行本の発売は行われていない。
『MOE』2024年6月号に掲載された、白泉社50周年記念特集のインタビューで美内は「スタッフにしごかれながら、PCでの作画に挑戦」「何があっても、絶対に描くことをあきらめません。これからも、『ガラスの仮面』完結に向けて頑張ります」と述べている。

### 内容
平凡だが類まれな演劇の才を持つ一人の少女北島マヤが様々な舞台やライバルとの葛藤、そして人々との出会いを経て、伝説の舞台『紅天女』に挑む物語である。
演劇を題材にしており、実際に劇が作中で演じられるといういわば劇中劇とその稽古・役作りなどが重要な部分を占める。『嵐が丘』『奇跡の人』などの著名な作品を除けば、作品中で登場人物たちが演じる劇およびその題材は、そのほとんどが美内すずえ自身の手によるオリジナルの劇であり、なかにはまったく別の漫画として独立させる予定だったものも含まれている。予定初期には単に公演したことが示されるだけで、その筋立てなどはあまり詳細に語られなかったが、マヤが一人芝居をするようになってからは、劇中劇がストーリー性を持ち、また詳細に描写されるようになった。
発想の原点について美内は映画『王将』（三國連太郎主演）を挙げており、普段の生活では目立たない主人公の天才性やライバルの存在という共通点が認められる。
単行本化以降は話の区切りごとに章立てが行われている。
1. 千の仮面を持つ少女
2. 炎の階段
3. 風の中を行く
4. 春の嵐
5. あした草
6. 舞台あらし
7. 炎のエチュード
8. 華やかな迷路
9. 100万の虹
10. 冬の星座
11. 紫の影
12. 紅天女
13. ふたりの阿古夜[注 2]
14. めぐりあう魂

## 解題
美内すずえは本作以前にもいくつかの作品を発表しているが、いずれも短編である。長期連載作品であり、またたいへんな人気を博した『ガラスの仮面』は彼女の代表作といえる。しかし彼女はこの作品を書くまで演劇にはまったく親しんだことがなかったどころか、事前取材もほとんどしていない、と繰り返しインタビュー等で述べている。米澤嘉博はこの漫画を戦後から続く「少女漫画史」の流れにおいて分析した。米澤はまず、「ガラスの仮面」の連載開始前後に、少女漫画がひとつの理想形を迎えていたことを指摘する。樹村みのりや倉多江美、大島弓子といった1980年代の少女漫画家たち（あるいは24年組）は、たわいもない日々の暮らしや会話、あるいは幻想やナンセンスを重ね、物語を解体することで作品世界を構築していった。その最中に登場した美内すずえの「ガラスの仮面」を、米澤は「ロマンの復権」として位置づける。1980年代で最も面白い連載作品の一つとして本作を挙げる彼は、北島マヤの成長や、伝統に立ち向かう姿勢にみるドラマツルギーに、少女漫画が失いかけていた「物語の力」を見出している。呉智英も少女漫画に新たな流れが生まれた中で、「ガラスの仮面」が「完全に少女漫画の文法」で描かれており、実は時代と逆行していたことを指摘している。
またしばしば指摘されるのは、きわめて「少女漫画」的である本作にいわゆる「スポ根」のジャンルが持ち込まれていることだ。たとえば北島マヤは役を掴むために「滝に打たれ」たり、「ギプス」をつける。いしかわじゅんや呉智英はこのギプスがそのまま『巨人の星』の大リーグボール養成ギプスにつながると指摘している。彼女はまさに「闘いのドラマツルギー」をものにする。

### 評価
「ガラスの仮面」を「空前絶後の作品」と評する呉は、一方でこの作品が「徹底したご都合主義」に立脚するとしている。一例としてマヤがヘレン・ケラーの役を掴むために耳につめる「ねんど」を探す場面が挙げられる。マヤが「ねんど」はないかと探した次のコマで、なぜかいきなり「ねんど」は見つかってしまう。しかし、呉によればそれはまったく欠点ではない。またこれは、米澤の評価とも呼応するものでもある。呉によれば、これこそが既存の（文学さえ含めた）作品にはない「物語」（米澤のいう「ロマン」）の力の源泉であるからだ。またこれはご都合主義というよりも、読者の欲望を先回りする作者の手腕そのものではないかとも述べている。竹熊健太郎もこの漫画で繰り返されるきわめて古典的で少女漫画的な「パターン」や「紋切り型」に注目している。例えば北島マヤが舞台上で食べるはずだった饅頭が泥団子に摩り替えられるというエピソードがある。竹熊によれば、これはきわめて典型的なヒロインの受難であるところの「いじめ」の構図である。しかし美内すずえはむしろこの出来事の「紋切り型」ぶりを強調し、マヤが美味しそうに泥団子を食べる姿を描いた。竹熊も呉と同様に、そこに宿っている人の心を揺さぶる古典的なパターンの力強さ、そしてそれを正面から描く作者の力量をみている。

### ガラスの仮面のモチーフ
象徴的なタイトルにもかかわらず、「ガラスの仮面」という言葉が作中に登場するのは第27話が最初である。この「ガラスの仮面」というたいへん印象深いモチーフにはいくつもの解釈がなされている。たとえば中村保雄や蜷川幸雄は、「ガラス」の壊れやすさ、危うさに着目する。彼らによれば、「ガラスの仮面」とは舞台のたびに構築されながら、舞台が終えられるたびに壊されなければならない北島マヤの役作りの象徴である。
| 「                                   | そうだよマヤ わたし達はガラスのようにもろくてこわれやすい仮面をかぶって演技しているんだ どんなにみごとにその役になりきってすばらしい演技をしているつもりでも どうにかすればすぐにこわれて素顔がのぞく なんてあぶなっかしいんだろう… このガラスの仮面をかぶりつづけられるかどうかで役者の才能がきまる… そんな気がする… | 」 |
| —青木麗（白泉社文庫第5巻 p.270より） | |    |

米澤嘉博はさらに踏み込んでいる。米澤によれば、ガラスの仮面をつけた北島マヤは日常を飛び越えた「夢を生きる瞬間」にあり、また「ガラスの仮面」は彼女に自分の夢を重ねようとする読者とのインターフェイスなのである。そこには劇中劇という本作の形式をそのまま具現化したような、主人公の夢と読者の夢が二重写しになっている。ガラス、とは北島マヤと読者との結びつきの透明さ、純粋さの象徴でもある。
第295話では姫川亜弓が「ガラスの仮面」という言葉を用いているが、何事も自然に演技してしまうマヤと異なり、自分は「ガラスの仮面」を被っているという否定的な言及である。
| 「                       | もろくてこわれやすいガラスの仮面… 舞台の上でガラスの仮面をかぶっているのはわたしの方だわ… | 」 |
| —姫川亜弓（第295話より） |                                                                                           |    |

## あらすじ
かつて、一世を風靡した劇作家・尾崎一蓮作の舞台『紅天女』で主役を演じ、大女優と謳われた月影千草。公演中の大怪我が原因で芸能界を引退し、横浜で静かな生活を送っていた。大都の社長令息・速水真澄と演出家の小野寺一は、『紅天女』の上演権を持つ月影から上演許可を得て、女優姫川歌子主演で『紅天女』の上演を目論むが、月影は、『紅天女』の主演は自分もしくは自分が育てた女優にしか演じることはできないと言い、彼らの申し出を拒絶する。そして、10年待って自分が育てた女優が大成しなければ、上演権を譲ると言い放つのだった。
そんな矢先、月影は貧しい家庭で育つ北島マヤと出会う。マヤは一見「何の取り柄もない」平凡な少女だったが、一度見た芝居や映画のセリフや役者の動作を正確に記憶するという特技、本能的に役を理解し、役に憑かれたかの如く演じるという、底知れぬ才能があった。そんなマヤの資質を月影は見抜き、マヤもまた、次第に演劇の面白さに目覚めていく。そして、演劇を本格的に勉強しようと、マヤは「劇団オンディーヌ」の入団試験を受けに行く。授業料の高さに入団を諦めたマヤだったが、ふとしたことから、パントマイムの試験を受けることになる。そこに居合わせた姫川歌子の娘・姫川亜弓は、マヤの演技に衝撃を受ける。父は有名映画監督、母は大女優という両親の一粒種である亜弓は、美貌と才能と卓越した演技力で、芸能界においてサラブレッドと謳われており、それまで脅威を感じる相手に出会ったことはなかった。
月影はやがて後継者育成のために「劇団つきかげ」を旗揚げし、女優を目指すために家出をしたマヤは、そこの奨学生として月影のもとで演劇の勉強を始める。やがて、劇団つきかげで頭角を現したマヤを亜弓はライバルとして認め、2人は互いに切磋琢磨しながら演技を磨いていく。一方、真澄と小野寺は『紅天女』の上演権を手に入れるべく、度重なる嫌がらせで劇団つきかげを追い込もうとする。一方で真澄はマヤの芝居への情熱に打たれ、匿名で紫のバラと声援を贈る。マヤは初めてのファンである「紫のバラのひと」を心の支えとしていく。演劇コンクールに入賞しなければ解散に追い込まれる事となった劇団つきかげは本選に進出するも、小野寺の策略によってマヤ以外の劇団員が参加できない状態に追い込まれる。この状態でマヤはたった一人で1時間45分におよぶ芝居をやり遂げ、一般投票で1位を獲得し、亜弓に強い敗北感を与えた。しかし小野寺によって劇団つきかげは選外とされ、事実上の解散に追い込まれることとなる。マヤと友人の劇団員たちは月影についていくことを選び、アルバイト生活の傍ら演劇を続けていく。
どんな嫌がらせにもめげず、ひたむきに演劇に打ち込むマヤの姿に、真澄は次第に心魅かれ、あしながおじさんのように「紫のバラのひと」としてマヤを支える。マヤもまた、まだ見ぬ庇護者「紫のバラのひと」に対して感謝と親愛の情を募らせ、いつか会いたいと願うようになる。だがその人が、時に憎み、時にその優しさに触れて戸惑う相手、真澄であるとはなかなか気付くことはなかった。
オーディションを重ねて舞台出演の機会を掴み、『奇跡の人』のヘレン・ケラー役でアカデミー助演女優賞を受賞したマヤは、月影の命で大都芸能と契約することになる。高校生女優として一躍スターになるが、母親の壮絶な死や乙部のりえらの謀略によってすべてを失い、どん底に叩き落される。ショックと絶望で呆然自失となったマヤは演技をする場を失い、また演技すること自体が出来なくなってしまう。だがその間、陰ながら見守り続ける真澄や、ライバルでありながらマヤの演技への情熱を信じて待つ亜弓の存在に励まされて立ち直り、高校での自主公演、劇団の仲間たちと共に挑んだI公園でのチャリティ公演を経て、演技者としてさらに大きく成長していく。
自信を取り戻したマヤは、舞台『ふたりの王女』のオーディションを勝ち上がり亜弓・月影と共演。芸能界へ完全復帰した。次いで、月影から提示された「紅天女の後継者として認められるための条件」を満たすべく、厳しさに定評がある演出家・黒沼龍三の下で『忘れられた荒野』の狼少女ジェーンという難役に挑み、相手役としてかつてのボーイフレンドであった桜小路優と再会する。小野寺らの妨害や台風などで苦境に陥るが、黒沼の演出とマヤの狼少女の演技が高く評価され、舞台は大成功となる。月影は『紅天女』を演劇協会の管理下に委ね、ついに志を同じくする2人の少女・マヤと亜弓を紅天女の主演候補に認定する。マヤはふとしたことから真澄が「紫のバラのひと」であることに気づき、急速に意識しはじめる。
演劇協会は出演候補者をマヤ・桜小路らの黒沼チームと、亜弓らの小野寺チームに分け、各チームによる『紅天女』の試演によって正式な出演者を決定することを発表する。マヤと亜弓は『紅天女』のモデルとなった梅の谷で月影による指導を受ける。最後に月影は自ら『紅天女』を演じるが、その山場は演じず2人に新たな課題を与えた。東京へ戻った2人はそれぞれのチームで試演に向けた稽古を始める。一方で亜弓は事故により血腫が発生、視覚障害を負い、早急な手術をしなければ失明の危険があると告知される。しかし亜弓は覚悟の上で試演への出演を望み、母親の歌子との特訓で資格のハンデを乗り越えようとする。
一方、鷹通グループの令嬢・鷹宮紫織と真澄の縁談が持ち上がり、真澄はマヤへの想いを抱きながらも会社の利益のためと紫織への同情からこれを受け入れようとする。真澄のマヤへの想いを知った紫織は二人の間を裂こうと策略を巡らすが、偶発的な事態によってマヤと真澄は豪華客船でたった二人の夜を過ごすことになる。マヤは真澄が「紫のバラのひと」であることを知っていると真澄に明かさないまま、真澄は自分が「紫のバラのひと」であることをマヤに明かさないまま、二人は互いの想いを分かち合い、真澄は紫織との縁談を破談にすることを決断する。しかし紫織は真澄に拒絶されたショックで精神を病み、自宅に放火、度重なる自殺未遂を行うようになってしまう。この状況で真澄は再び紫織との結婚を受け入れるが、本心を知る側近たちの言葉を受け、全てをなげうってマヤに会うことを決意する。これを告げられたマヤは真澄がついに「紫のバラのひと」として自分に会ってくれるのだと考える。

## 登場人物

### 劇団つきかげ
北島マヤ（きたじま マヤ）
主人公。神奈川県横浜市出身。13歳〜。女優として天賦の才を生まれ持った少女。月影は「千の仮面を持つ少女」と評している。目標に向かって一心不乱に努力するひたむきさは、時に周囲を圧倒する。演技への激しい情熱と人々の助力で多くの苦難を乗り越えていく。2月20日生まれ。
月影千草（つきかげ ちぐさ）
往年の大女優。本名は千津。劇団つきかげ主宰者であり、マヤの師匠。演劇史に名を残す名作『紅天女』の主役を務めた唯一の人物で、現在の『紅天女』上演権の持ち主。マヤの才能を見出し、自分の後継者として彼女を厳しく教育し、見守っている。10月29日生まれ。
青木麗（あおき れい）
劇団つきかげ所属の女優（※最年長）。東京都出身。17歳〜。マヤの下宿先の同居人で、よき理解者であると共に保護者的な存在でもある。劇団つきかげの中では最もマヤと仲が良く、真澄の言動の奥底にある思いにいち早く気づいていた。長身の美人でボーイッシュな為、劇では美青年役を演じることが多く、女性ファンが多い。学生演劇コンクールで大臣賞を取った実力者。
作中では「家…か…」と家庭について複雑な感情を抱いていることが示唆される。作者公式サイトによれば、事業家で政界とも関わりが深かった実父と折り合いが悪くなり、演劇の道に進むことを反対されたことをきっかけに家出し劇団つきかげに入ったとされている。辛めのインドカレーが好き。12月3日生まれ。普段は喫茶店でウエイトレスのアルバイトをしており、そこでもファンの女性がついている。マヤは狼少女ジェーンの役を掴むための試行錯誤をしている時、「意外と足が太い」と観察しいる。
水無月さやか（みなづき さやか）
劇団つきかげ所属の女優。長野県出身。14歳〜。美奈や泰子と同じく、かつては児童劇団に所属していた所を、月影にスカウトされる。当初はマヤと役を争うこともあったが、次第にマヤの才能を認め、良き仲間となる。お下げ髪が特徴であり、控え目で万人に優しい性格。美奈・泰子と同居している。麗と仲が良いらしく、よくマヤ・麗のアパートに遊びに来ている。自分のおさがりとなった洋服をよくマヤにあげている。和食が好物で、特にちらし寿司が好き。9月2日生まれ。
沢渡美奈（さわたり みな）
劇団つきかげ所属の女優。北海道出身。16歳〜。さやかや泰子と同じく児童劇団に所属していたところを月影にスカウトされる。お上品な感じの美人であり、学術優秀。実家が資産家なのか、好きな料理を聞かれて洋食のフルコースを所望している。劇団つきかげが潰れた際には、学術優秀を生かして家庭教師のアルバイトを始めたことから、演劇を続けるために実家から精神的に自立したか、もしくは勘当されたかのどちらかの様子。後に『フランケンシュタインの恋人』で相手役となった劇団一角獣の掘田太一と交際している。10月16日生まれ。
春日泰子（かすが たいこ）
劇団つきかげ所属の女優。福岡県出身。がっちりした体格で、しっかり者。16歳〜。さやかや美奈と同じく、児童劇団に所属していたところを月影にスカウトされる。地元の旧家出身で、なおかつなかなかの資産家（?）であり、劇団つきかげが潰れた際、自分は親からの仕送りを増やしてもらっていた。5月12日生まれ。
小林源造（こばやし げんぞう）
月影千草の元付き人。月光座に在籍していた頃は大部屋俳優だった。月影が没落した後も、彼女の世話役を務めている。本編では名前だけで呼ばれているが、舞台・アニメ・ドラマ等では「小林」の名字が表記されている。演技力は相当なもので、梅の里で関係者を前に上演された『紅天女』では、見事な鼓の演奏と演技で関係者一同を感嘆させた。

### 劇団オンディーヌ
姫川亜弓（ひめかわ あゆみ）
劇団オンディーヌ所属の女優。著名な映画監督とトップ女優の一人娘で、その美貌とともに幼い時から演技の才能を謳われる才媛であり、それを獲得するために努力も欠かさない。自身の実力に強い自信を持っていたが、マヤが天性の才能を持つことに気づく。不正や卑怯な手段を何よりも嫌う。8月5日生まれ。マヤの宿命のライバルであり、一番の理解者であり、もう1人の主人公、ヒロインとも評される。
桜小路優（さくらこうじ ゆう）
劇団オンディーヌ所属の俳優。マヤより2歳上の15歳〜。劇団オンディーヌの入団試験を受けに来たマヤに一目惚れし、彼女のためにいろいろと世話を焼く。朗らかで責任感も強い好青年。同じ劇団の麻生舞の面倒を見つつ、俳優としてのキャリアを着実に積んでいる。『忘れられた荒野』の舞台でマヤと共演したことを機に、彼女への恋心を再燃させる。黒沼脚本の『紅天女』では、一真役である。家族は両親（父親のほうは登場していないが、『紅天女』試演稽古期間中の時点で台詞のなかで登場していることがうかがえる。）と祖母、妹の玉美がいる。紅天女の試演稽古期間中では、自分の気持ちに正直になろうと決めて舞と別れる。それでもマヤの気持ちを待ち続けるが、マヤの気持ちが真澄にあると知る。その後は動揺を隠せないままバイクを走らせているうちに交通事故を起こし、全身打撲と全治2ヶ月の左足首骨折をしてしまう。それを機に役を下ろされそうになったが、黒沼の許可とアドバイスにより、後遺症を戦で手傷を負った一真役そのもののハンディとして利用し、引き続き演じることとなった。事故後には、劇団オンディーヌを退団していることが小野寺により語られている。7月7日生まれ。
小野寺一（おのでら はじめ）
演出家、劇団オンディーヌ理事→理事長。『紅天女』の上演権を手に入れようと、次々と卑劣な策略を仕掛ける。姫川家とは親交があり、亜弓に深く肩入れする。マヤの才能は認めているものの、月影の一門であることから敵とみなしている。劇団オンディーヌの演出家であり、作中では『たけくらべ』、『奇跡の人』、『一人芝居・ジュリエット』、小野寺チーム版『紅天女』などの演出を行っているが、具体的な演出を行うシーンは描写されていない。大都芸能の推薦により、黒沼龍三とともに『紅天女』の演出家候補に選ばれるなど演出家としての実力は本物である模様。
麻生舞（あそう まい）
劇団オンディーヌの研究生で、桜小路の後輩。桜小路に好意を寄せ、一方的に差し入れなどを行った末に交際まで漕ぎつけたが、「妹」としてしか見られていないのではないかと不安に思っていた。献身的で料理が得意。『紅天女』試演稽古に集中する桜小路とは連絡が次第につかなくなったことに不安を抱き、稽古場まで押しかける。そのとき桜小路との仲を再度疑ってマヤをなじり、止めようとした桜小路に今までの不満をぶつけた。しかし自分に正直になりたい桜小路から別れを告げられる。

### 大都芸能
速水真澄（はやみ ますみ）
24歳〜。社長秘書から義父・英介の跡を継いで社長に就任する。幼少期から英介のもとでビジネスに参加しており、業界には辣腕として名を知られ、仕事の為なら時に冷酷な手段も厭わない。ビジネス面でマヤから嫌悪されており、「冷血仕事虫」とつっかかるマヤに悪態をついてからかう間柄。マヤの情熱と才能に早くから惹かれており、影から「紫のバラのひと」として支援を行う。しかしやがてマヤへの愛を自覚するようになっていく。11月3日生まれ。
母は速水家の家政婦であり、真澄を養子とするため正妻とされた。実父は幼少期に事故死しており、顔を知らない。
速水英介（はやみ えいすけ）
大都芸能会長。大都グループの創設者。真澄の継父。岡山県出身。
岡山県の有名な資産家・速水家の妾腹の子であり、正妻である継母や異母兄弟達からは冷酷な仕打ちを受けて育つ。14歳のときに岡山を飛び出し東京に来てから色々な仕事に就く。その後は運輸業で身を起こし、『紅天女』に惚れ込んで以降は大都芸能を創設し芸能界にも進出する。自身の望む形で『紅天女』を公演することに血道を上げており、『紅天女』の上演権を手に入れようとやっきになるあまり尾崎一蓮を自殺に追い込んでしまったために月影に対して負い目を感じている。
子供が作れない体であり、住み込みの家政婦の息子であった真澄を後継者と定め、再婚の上で養子として迎え入れ、徹底した帝王学を叩きこみながら厳しく育て上げた。徹底した能力主義を貫き、自分にとって不要と思えば兄弟や妻子であっても切り捨てる非情な性格のため、養子である真澄からは憎まれている。
往来で見かけた月影を追跡中に交通事故に遭って足が不自由になり、車椅子や杖なしでは歩けなくなる。以来、後継者の真澄に会社の運営と『紅天女』公演の夢を託し、自身は一線から退く。
自分の正体を隠し、マヤの前に何度か姿を現している。マヤの人柄や演技に対するひたむきな情熱に往年の月影の面影を見出しており、『紅天女』を演じるための助言も行っている。マヤの前では食べられない大盛りパフェを無理やり食べるといった一面を見せている。マヤは「親切なおじさん」としてしか認識しておらず、臆面もなく速水親子のことをゴキブリ呼ばわりしたこともあるが、英介は「面白い子」と評している。また、真澄がマヤに好意を持っていることにも薄々感づいている。
一方でマヤの存在を大都芸能と紅天女をものにする上での障害とみなしており、大都芸能のものにならないなら潰すよう真澄に命じている。
水城冴子（みずき さえこ）
大都芸能社長秘書であり、真澄が社長となって以降も秘書をつとめる。芸能界入りしたマヤのマネージャーも一時兼任していた。知的な佇まいとクールな雰囲気の美女だが、性格は温かく親身で、マヤと真澄の関係を否定することなく二人の行く末を心から心配し、共に自分の気持ちに素直になることを願っている。真澄やマヤからは名字で呼ばれており、本編では下の名前は出てこない。
真澄のことは世間の評判を気にすることなく心から敬愛しているが、彼がマヤの母を非道なやり口の末に死に追いやったことにはさすがにショックを受け、非難している。
作者公式サイトによれば、大学時代、大都芸能でアルバイトをしていたときに速水英介に仕事の才能を認められ、卒業後入社を勧められた。趣味は、仕事&ゴルフ&映画鑑賞。千葉県出身。父親の仕事の関係で6歳から東京で育ち、15〜20歳までアメリカに留学していた。2月13日生まれ。
公式サイトのインタビューでは真澄を「すこ～し年下」と述べているが、具体的な年齢差は不明
聖唐人（ひじり からと）
英介と真澄に影として仕える男。一家心中の際に母と妹を失ったところを速水英介に助けられ、以後父と共に大都芸能の裏の仕事を担当する。真澄とマヤの橋渡しを買って出ており、真澄の本当の気持ちに気づいている。「人を愛して不器用になった」事があると述べているが、その対象は明かされていない。

### 芸能関係者
尾崎一蓮（おざき いちれん）
『紅天女』の作者。月光座の演出家兼座長。孤児だった千津を引き取り、「月影千草」の名を与え女優へと育て上げた。東京大空襲で焼けだされた後、故郷の「梅の谷」で『紅天女』を執筆。やがて月光座は熱烈なファンだった速水英介の助力を得るが、次第に英介と対立するようになり、助力を拒絶。
その後、月光座の経営難や英介が率いる大都芸能の嫌がらせに遭い、ついには自分が持っていた劇場を手放す。月光座の座員達や客演の役者達との摩擦、大都芸能側の男に勧められた相場での失敗と借金（相場を利用しての詐欺被害だった）に続いて、妻・清乃と子供2人が自分の元を去るなど経済的・精神的に追いつめられる。月影と結ばれた後、『紅天女』の上演権を彼女に遺して自殺する。月影は「魂の片割れ」と述べており、生死の境で度々その姿を見ている。
乙部のりえ（おとべ のりえ）
熊本県出身の美少女。いくつものスカウトの手が伸びていた。郷里で演技の天才と謳われた素性と美少女らしい美しい外観を垢抜けない田舎娘のように装うことで巧妙に隠し、マヤに付き人として接近、罠を仕掛けてその地位を奪い、人気を得る。しかし唯一亜弓にだけは、マヤの演技を盗んだだけで本人の才能ではないと見抜かれており、更にマヤのスキャンダル捏造に加担した暴走族がのりえの関係者をゆすっている現場を亜弓に偶然見られたことで、卑劣な手段を講じたことを知られる。そのことに気づかぬまま出演した主演舞台『カーミラの肖像』に脇役で出演した亜弓の演技力に完全に飲まれ、自身の演技の未熟さが露呈する。遅まきながらも自分が陥れたマヤが、天才と名高い亜弓が認める唯一無二のライバルであったことに気づき、己の愚かさと彼女と自分の才能の差に愕然とさせられることとなる。
作者公式サイトのQ&Aでは、『カーミラの肖像』での一件がトラウマとなり、評価もどんどん低下し、事務所を変えて雑誌のモデルも経験したが、本気になれず断念したとされている。しかし許されるならばもう一度マヤや亜弓の前で舞台に立ちたいと願っており、アルバイトをしながらニューヨークのダンススタジオに通っているという。
ドラマ版では、本名の田代鈴子として『奇蹟の人』のオーディション時から登場。第1シリーズのラストで、亜弓によって不正告発の形で制裁される。
なお、スピンオフ『ガラスの仮面ですが』のTwitterの担当者や番組広報の名前にこの名前が流用されている。
黒沼龍三（くろぬま りゅうぞう）
演出家。芝居に対する妥協を許さない姿勢や役者に対する厳しい演技指導で、「鬼将軍」と恐れられている。周囲の人間とは諍いが絶えない。真澄からは高く評価され、また不利な状況の中で『忘れられた荒野』の公演を成功させたことで、小野寺と共に『紅天女』の演出家候補に選ばれる。
劇団一角獣（げきだんいっかくじゅう）
北海道出身の劇団。アクロバティックな演技で観客を魅了する実力派集団。演劇コンクールで小野寺の妨害に遭い、上演の危機に追い込まれたつきかげを援助したことがあり、以来月影に好意的で、しばしば合同公演も行っている。団長の掘田太一（ほった たいち）、細川悟（ほそかわ さとる）、田部はじめ（たべ はじめ）、紅一点の二の宮恵子（にのみや けいこ）の4人が中核メンバー。モデルは劇団鳥獣戯画。
真島良（ましま りょう）
『嵐が丘』でマヤの相手役となった若手俳優。絵川由紀という恋人がいたが、マヤの情熱的な演技に惹かれ、恋するようになる。その後マヤに告白するが、断られている。
里美茂（さとみ しげる）
青春スターと称される、さわやかな印象の青年。TVドラマ『天の輝き』でマヤと共演したことがきっかけで、互いに惹かれあう。記者会見で初恋宣言をし、公にマヤと付き合っていたが、マヤの失脚により事務所から交際を止められる。後にパーティ会場で桜小路と会話した際、マヤを追わなかった事を責められている。
原田菊子（はらだ きくこ）
栄進座の演出家兼看板女優であり、演劇界の大御所的存在。月影とはかつて親交があった様子。劇場回りをしていたマヤが月影の弟子であることを知り、『おんな河』の舞台に抜擢するが、彼女の「舞台あらし」とも呼べる凄まじい存在感と才能に脅威を感じ取る。
姫川歌子（ひめかわ うたこ）
当代きっての大女優であり、亜弓の母親。『奇跡の人』ではサリバン先生役を演じ、ヘレン役のマヤの才能を認めた。かつては月影の内弟子であり、自分も『紅天女』を演じることを望んでいた。国際映画祭では最優秀主演女優賞を獲得。娘が視力に変調をきたしてからは、彼女の覚悟を知り、厳しい稽古をつけてサポートする。
姫川貢（ひめかわ みつぐ）
著名な映画監督であり、亜弓の父親。演出姿勢は厳しく、撮影中には容赦のない罵声が飛ぶが、素はかなりの子煩悩。亜弓がマヤの理解者であることを知っている。国際映画祭では自身の作品が最優秀作品賞を獲得。
赤目慶（あかめ けい）
著名なベテラン俳優。小野寺チームの『紅天女』で一真役を務め、同役の桜小路を「若造」として見下している。「梅の谷」を小野寺たちと訪れ、千草の指導で稽古をしているマヤと亜弓を見て驚く。

### 一般人
北島春（きたじま はる）
マヤの母親。未亡人であり、横浜中華街の中華料理店『万福軒』の住み込み店員をしながら、女手ひとつでマヤを育てた。芸術は生活の役に立たないと考えており、一人娘の女優への道に猛反対する。よく店の出前を手伝わせた。
マヤの家出後、結核に罹ったため職を失うが、勤め先の好意で山梨のサナトリウムに入ることになった。しかしマヤが舞台に出て好評を博していることを知ってか、自らサナトリウムから出て行方不明となり、その間の栄養失調により失明する。その後行き倒れて長野の病院に保護されていたが、折しもマヤは芸能界で活躍するようになっており、そのイメージアップのために「感動の母娘対面」の演出を目論む真澄によって軟禁状態におかれるようになった。院長と結託した大都芸能の所行によりマヤに関するあらゆる情報がシャットアウトされるも、大都のエージェントと院長との会話を偶然耳にして自分が軟禁状態にあったことを知り、マヤに会うために身一つでサナトリウムを脱走する。だが東京への道中で財布を紛失した上、轢き逃げに遭い、映画館でマヤが主演する『白いジャングル』で娘の声を耳にしながら息を引き取る。
ドラマ版ではサナトリウムを脱走するという流れは原作と同じだが、料理店のテレビでマヤが出演していたドラマ『天の輝き』を見終えた後に亡くなる。
杉子（すぎこ）
北島母子が下宿していた中華料理店の娘。性格が悪く、いつも失敗ばかりして春や母親に叱られているマヤにもきつく当たっていたが、恋人と観に行くはずだった舞台『椿姫』のチケットをマヤに渡そうとして風に煽られて（旧アニメ版ではそのまま投げ捨てた）海に落ちたにもかかわらずチケット欲しさに海に飛び込んだマヤの姿に驚愕する。その後、春が病気の発症をきっかけに店を解雇させられたことをマヤに伝えた。
鷹宮紫織（たかみや しおり）
世界有数の広告代理店鷹通グループ会長の孫娘、父親もグループの中央テレビ社長。生来病弱の箱入りであり、他人と触れ合ったことが殆どなかった。真澄に一目惚れし、彼を愛している。真澄がマヤをからかうとそれをたしなめ、マヤのことを心配する心優しい性格だったが、真澄のマヤに対する思いに気づいてからは、マヤに陰湿ないやがらせをする。そのことを知った真澄から破談を告げられると、自殺未遂を起こした末に暗い部屋に引きこもってしまうが、真澄の療法で外に連れ出されて日の光を浴びることで意識を取り戻す。その後は卵がゆを残さず食べるほど順調に回復していく。自分を見舞い体調回復を見守る真澄に喜びつつも、一方で、マヤが好きなのに自分を見舞って気遣う真澄の行動が理解できず、内心困惑している。
ドラマ版では行動が原作よりもかなり攻撃的であり、マヤにあらゆる罠を仕掛けたり、完結編では錯乱しながらナイフを振り回し、真澄を負傷させた。
草木広子（くさき ひろこ）
一ツ星学園の図書委員。マヤが学園祭で『女盗賊ビアンカ』を演じるきっかけを作り、吉沢と共に彼女の学園祭での一人芝居の構成に協力する。
吉沢ひろし（よしざわ ひろし）
一ツ星学園の文芸部員。雑誌に小説が掲載されたり、文芸部では戯曲を発表する才人。草木に強引に引っ張り込まれる形でマヤの学園祭での一人芝居に協力し、『女盗賊ビアンカ』と『通り雨』のシナリオを一人芝居用に改編する。
ピーター・ハミル
フランス人の世界的に有名なカメラマンで、多くの世界的女優を撮影してきた。亜弓に興味を覚えて彼女に付きまとい、専属カメラマンを自称する。亜弓の目の異変に気づき、彼女に手術を勧めるが頓挫、以後は弱視となった彼女のサポートにまわる。亜弓の目の異変に気がついた芸能記者をまくため、時には亜弓の恋人役も買って出るが、実は本気で彼女のことが好き。
風間拓矢（かざま たくや）
ドラマ版第2シリーズに登場するオリジナルの人物で、マヤの異母兄。窃盗や傷害などの前科があり、紫織の策略によって前科持ちの弱味を握られ、紫織の命令でオーディション会場に向かっていたマヤを拉致した（しかし最終的に解放した）。さらに前科をネタに彼が大都芸能を強請ったなどのゴシップ記事が出回ってその煽りを受ける形でマヤが芸能界を干されかけた際にはその精神的なショックや自責の念から投身自殺を図ろうとするが、母の墓にあった写真の裏に書かれた拓矢の書き置きを見て自殺することを知ったマヤに説得され思い留まった。しかしその後、夜中に車道にいた子犬を庇って交通事故に遭い、病院でマヤに看取られながら息を引き取った。

## 書誌情報

### 単行本（漫画）
- 美内すずえ 『ガラスの仮面』 白泉社〈花とゆめコミックス〉、既刊49巻（2012年10月5日現在）
  1. 1976年3月19日発売[46]、ISBN 4-592-11091-9
  2. 1976年6月19日発売[47]、ISBN 4-592-11092-7
  3. 1977年1月20日発売[48]、ISBN 4-592-11093-5
  4. 1977年4月20日発売[49]、ISBN 4-592-11094-3
  5. 1977年7月20日発売[50]、ISBN 4-592-11095-1
  6. 1977年9月20日発売[51]、ISBN 4-592-11096-X
  7. 1978年1月20日発売[52]、ISBN 4-592-11097-8
  8. 1978年5月20日発売[53]、ISBN 4-592-11098-6
  9. 1978年8月19日発売[54]、ISBN 4-592-11099-4
  10. 1978年12月20日発売[55]、ISBN 4-592-11100-1
  11. 1979年3月20日発売[56]、ISBN 4-592-11101-X
  12. 1979年7月20日発売[57]、ISBN 4-592-11102-8
  13. 1979年11月20日発売[58]、ISBN 4-592-11103-6
  14. 1980年4月19日発売[59]、ISBN 4-592-11104-4
  15. 1980年6月20日発売[60]、ISBN 4-592-11105-2
  16. 1980年8月20日発売[61]、ISBN 4-592-11106-0
  17. 1980年11月20日発売[62]、ISBN 4-592-11107-9
  18. 1981年2月20日発売[63]、ISBN 4-592-11108-7
  19. 1981年5月20日発売[64]、ISBN 4-592-11109-5
  20. 1981年9月19日発売[65]、ISBN 4-592-11110-9
  21. 1981年12月16日発売[66]、ISBN 4-592-11111-7
  22. 1982年3月20日発売[67]、ISBN 4-592-11112-5
  23. 1982年7月20日発売[68]、ISBN 4-592-11113-3
  24. 1982年10月20日発売[69]、ISBN 4-592-11114-1
  25. 1983年4月20日発売[70]、ISBN 4-592-11115-X
  26. 1983年6月18日発売[71]、ISBN 4-592-11116-8
  27. 1983年11月19日発売[72]、ISBN 4-592-11117-6
  28. 1984年3月19日発売[73]、ISBN 4-592-11118-4
  29. 1984年8月17日発売[74]、ISBN 4-592-11119-2
  30. 1985年2月19日発売[75]、ISBN 4-592-11120-6
  31. 1985年8月19日発売[76]、ISBN 4-592-11121-4
  32. 1986年6月19日発売[77]、ISBN 4-592-11122-2
  33. 1987年3月19日発売[78]、ISBN 4-592-11123-0
  34. 1987年11月19日発売[79]、ISBN 4-592-11124-9
  35. 1988年8月26日発売[80]、ISBN 4-592-11125-7
  36. 1989年9月26日発売[81]、ISBN 4-592-11126-5
  37. 1990年10月19日発売[82]、ISBN 4-592-11127-3
  38. 1992年3月30日発売[83]、ISBN 4-592-11128-1
  39. 1992年10月19日発売[84]、ISBN 4-592-11129-X
  40. 1993年9月17日発売[85]、ISBN 4-592-11130-3
  41. 1998年12月22日発売[86]、ISBN 4-592-17001-6
  42. 2004年12月16日発売[87]、ISBN 4-592-17002-4
  43. 2009年1月26日発売[88]、ISBN 978-4-592-17003-7
  44. 2009年8月26日発売[89]、ISBN 978-4-592-17004-4
  45. 2010年9月30日発売[90]、ISBN 978-4-592-17005-1
  46. 2010年10月29日発売[91]、ISBN 978-4-592-17006-8
  47. 2011年7月26日発売[92]、ISBN 978-4-592-17007-5
  48. 2012年2月25日発売[93]、ISBN 978-4-592-17008-2
  49. 2012年10月5日発売[94]、ISBN 978-4-592-17009-9

### 文庫版（漫画）
- 美内すずえ 『ガラスの仮面』 白泉社〈白泉社文庫〉、既刊27巻（2016年9月16日現在）
  1. 「千の仮面を持つ少女」1994年3月17日発売[95]、ISBN 4-592-88001-3
  2. 「炎の階段」1994年3月17日発売[96]、ISBN 4-592-88002-1
  3. 「風の中を行く」1994年3月17日発売[97]、ISBN 4-592-88003-X
  4. 「あした草」1994年3月17日発売[98]、ISBN 4-592-88004-8
  5. 「舞台あらし①」1994年3月17日発売[99]、ISBN 4-592-88005-6
  6. 「舞台あらし②」1994年3月17日発売[100]、ISBN 4-592-88006-4
  7. 「炎のエチュード①」1994年6月17日発売[101]、ISBN 4-592-88007-2
  8. 「炎のエチュード②」1994年6月17日発売[102]、ISBN 4-592-88008-0
  9. 「華やかな迷路①」1994年6月17日発売[103]、ISBN 4-592-88009-9
  10. 「華やかな迷路②」1994年6月17日発売[104]、ISBN 4-592-88010-2
  11. 「100万の虹①」1994年9月16日発売[105]、ISBN 4-592-88011-0
  12. 「100万の虹②」1994年9月16日発売[106]、ISBN 4-592-88012-9
  13. 「100万の虹③」1994年9月16日発売[107]、ISBN 4-592-88013-7
  14. 「冬の星座①」1994年9月16日発売[108]、ISBN 4-592-88014-5
  15. 「冬の星座②」1994年12月13日発売[109]、ISBN 4-592-88015-3
  16. 「冬の星座③」1994年12月13日発売[110]、ISBN 4-592-88016-1
  17. 「紫の影①」1994年12月13日発売[111]、ISBN 4-592-88017-X
  18. 「紫の影②」1995年3月17日発売[112]、ISBN 4-592-88018-8
  19. 「紫の影③」1995年3月17日発売[113]、ISBN 4-592-88019-6
  20. 「紅天女①」1995年6月16日発売[114]、ISBN 4-592-88020-X
  21. 「紅天女②」1995年6月16日発売[115]、ISBN 4-592-88021-8
  22. 「紅天女③」1995年9月14日発売[116]、ISBN 4-592-88022-6
  23. 「紅天女④」1999年9月14日発売[117]、ISBN 4-592-88023-4
  24. 「ふたりの阿古夜①」2010年1月15日発売[118]、ISBN 978-4-592-88024-0
  25. 「ふたりの阿古夜②」2013年9月13日発売[119]、ISBN 978-4-592-88025-7
  26. 「ふたりの阿古夜③」2014年3月14日発売[120]、ISBN 978-4-592-88026-4
  27. 「めぐりあう魂①」2016年9月16日発売[121]、ISBN 978-4-592-88027-1

### 小説
- 『小説ガラスの仮面 1』 若桜木虔（著）、ISBN 4-592-73013-5
- 『小説ガラスの仮面 2』 若桜木虔（著）、ISBN 4-592-73018-6
- 『ガラスの仮面殺人事件』 辻真先（著）、ISBN 4-592-86001-2

## 劇中劇

### 作者オリジナル
- 国一番の花嫁
- 運命
- 灰の城
- ジーナと5つの青い壺
- 白い青春譜
- 古城の愛
- おんな河
- 石の微笑
- 夢宴桜
- 天の輝き
- 白いジャングル
- シャングリラ
- 黄金の実
- 夜叉姫物語
- 女海賊ビアンカ
- 通り雨
- わが作品No.707 いとしのオランピア - 『コッペリア』がモチーフになっている。
- ふたりの王女 - 16世紀のイギリス女王エリザベス1世とスコットランド女王メアリーからインスピレーションを得ている。
- 忘れられた荒野 - アマラとカマラからインスピレーションを得ている。
- 紅天女 - 室町時代、天下平安を祈願するための究極の天女像を彫ることに生涯を捧げた孤独な仏師・一真（いっしん）と梅の木の精・阿古夜（あこや）の悲恋物語。[122]

### 原作あり
- 椿姫 - アレクサンドル・デュマ・フィス作
- 若草物語 - ルイーザ・メイ・オルコット作
- たけくらべ - 樋口一葉作
- 王子とこじき - マーク・トウェイン作
- 嵐が丘 - エミリー・ブロンテ作
- 奇跡の人 - ウィリアム・ギブソン作
- カーミラの肖像 - シェリダン・レ・ファニュ作
- ジュリエット - ウィリアム・シェイクスピア作
- 真夏の夜の夢 - ウィリアム・シェイクスピア作
- 水のエチュード(姫川亜弓) - ハンス・クリスチャン・アンデルセン作

## 舞台

### 1979年
ミュージカル ガラスの仮面
出演
- 北島 マヤ - 香坂みゆき・高師深雪
- 姫川 亜弓 - 大元弥生
- 速水 真澄 - 別所立木
- 月影 千草 - 真咲美岐
- 桜小路 優 - 草間正吾

演出
- 小沢僥謳

### 1988年
ガラスの仮面 三幕
8月3日 - 27日（プレビュー 8月2日）、新橋演舞場
出演
- 北島 マヤ - 大竹しのぶ
- 姫川 亜弓 - 藤真利子
- 速水 真澄 - 川崎麻世
- 月影 千草 - 南美江
- 姫川 歌子 - 鰐淵晴子
- 小野寺理事長 - 湯浅実
- 北島 春 - 一條久枝
- 桜小路 優 - 別所哲也
- 水無月 さやか - 南果歩
- 春日 泰子 - 中島唱子
- 橘先生 - 大友龍三郎
- 源造 - 高山春夫

演出
- 坂東玉三郎

音楽
- ミッキー吉野

製作
- 松竹株式会社

### 2008年
音楽劇『ガラスの仮面』
彩の国さいたま芸術劇場大ホール 他
出演
- 北島 マヤ - 大和田美帆
- 姫川 亜弓 - 奥村佳恵
- 桜小路 優 - 川久保拓司
- 速水 真澄 - 横田栄司
- 北島 春 - 立石凉子
- 姫川 歌子 - 月影瞳
- 小野寺 - 原康義
- 青木 麗 - 月川悠貴
- 二ノ宮 恵子 - 黒木マリナ
- 源造 - 岡田正
- 月影 千草 - 夏木マリ

北島マヤ役、姫川亜弓役は全国オーディション（プロアマ問わない）から選考された。
脚本
- 青木豪

演出
- 蜷川幸雄

作曲
- 寺嶋民哉

### 2010年
音楽劇『ガラスの仮面〜二人のヘレン〜』
彩の国さいたま芸術劇場大ホール 他
出演
- 北島 マヤ - 大和田美帆
- 姫川 亜弓 - 奥村佳恵
- 桜小路 優 - 細田よしひこ
- 速水 真澄 - 新納慎也
- 北島 春 - 立石凉子
- 姫川 歌子 - 香寿たつき
- 小野寺 - 原康義
- 青木 麗 - 月川悠貴
- 二ノ宮 恵子 - 黒木マリナ
- 源造 - 岡田正
- 月影 千草 - 夏木マリ

脚本
- 青木豪

演出
- 蜷川幸雄

作曲
- 寺嶋民哉

### 2014年
8月に青山劇場で上演。全22公演。
脚本・演出
- G2

配役
- 北島マヤ - 貫地谷しほり
- 姫川亜弓 - マイコ
- 桜小路優 - 浜中文一（関西ジャニーズJr.）
- 速水真澄 - 小西遼生
- 月影千草 - 一路真輝
- 水城冴子 - 東風万智子

### 2016年
9月1日から11日まで17公演を大阪松竹座で、9月16日から26日まで16公演を新橋演舞場で上演。2014年版の脚本・演出は一新され、前回同様、マヤと亜弓が演じる「ふたりの王女」のストーリーのほか、新しいエピソードも追加された。

脚本・演出
- G2

配役
| - 北島マヤ - 貫地谷しほり - 姫川亜弓 - マイコ - 桜小路優 - 浜中文一（関西ジャニーズJr.） - 速水真澄 - 小西遼生 - 水城冴子 - 東風万智子 - 月影千草 - 一路真輝 - 速水英介 - たかお鷹 - 尾崎一蓮 - 小林大介 - 鷹宮紫織 - 中山由香 - トラックの運転手 - 津嘉山寿穂 - 源蔵 - 齊藤裕亮 - 小野寺 - 篠原正志 | （オーディション） - 江川ルリ - 松永玲子 - 兼平 - 林田一高 - みちる - 小林可奈 - みどり - 春花きらら | （ふたりの王女） - アシオ王子 - 西ノ園達大 - 演出家 - 横山敬 - 北白川藤子 - 九里みほ - 国王 - 三原玄也 - ビエナ - 鹿野真央 - エギィーユ - 長谷川直紀 - ばあや - 中丸シオン |

協力
- 白泉社

### 作中劇

#### 紅天女 (舞台)

##### 能
『紅天女』（くれないてんにょ）
2006年2月24日 - 25日に国立能楽堂で初演された新作能。好評により、その後も再演を繰り返している。作中の架空の戯曲『紅天女』を元に、原作者・美内すずえが監修して完成させた。脚本は植田紳爾。シテの紅天女役は56世梅若六郎。

##### オペラ
2020年1月11日 - 15日、Bunkamuraオーチャードホールにおいて『紅天女』のオペラが公演された。

#### 女海賊ビアンカ (舞台)

##### 2007年
「女海賊ビアンカ」を取り入れたオリジナル劇
世田谷文学館主催 文学サロン 他
「美内すずえとガラスの仮面展」が世田谷文学館で開催された折りに公演された。公演日は2007年8月11日、18日、25日。
出演者は公募され、約200人の応募があり、男性2人を含む13歳から52歳の12人が選ばれた。
出演
- ビアンカ（成人後） - 兵頭祐香
- ビアンカ（幼少期） - 佐藤蛍
- シルバー - 三咲まりな
- レオノーラ - 竹内亜希子
- ロレンツォ - 富沢恵莉
- アルベルト - 浅場万矢
- バビデ - 天羽尚吾
- ビアンカの父 - 久保田寛子
- 黒マントの男 - 井川花林
- ヤタガワさん - やたがわともえ
- 東ヶ崎 正宗 - 清水滋雄
- 月影 千草 - 副島新五
- 劇団つきかげ第二期生

脚本・演出
- なるせゆうせい

##### 2013年
劇団つきかげ『女海賊ビアンカ』
作中で、マヤの1人芝居として描かれた「女海賊ビアンカ」の舞台化。
11月27日から12月1日にAiiA Theater Tokyoにて上演された。キャストはオーディション公募。
2014年4月19日・20日に森ノ宮ピロティホールにて大阪公演が行われた。
監修
- 美内すずえ

脚色・演出
- 児玉明子

配役
- ビアンカ - 唯月ふうか
- シルバー - 加藤雅也
- レオノーラ - 大沢逸美
- ジェノバ大使 - 根本正勝
- ロレンツォ - 瀬戸祐介
- アルベルト - 原嶋元久
- マリエッラ - 美郷真也
- ジュリオ - 田渕法明
- キャプテン・キッド - 市山貴章
- カスターニ公爵 - 藤原麻由
- ビセンテ - 岩﨑大
- シルバーの部下たち -
- ウッズ - 岡崎大樹
- バルバロス - 高木裕和
- マホメット - 高樹京士郎
- アリ - 穴沢裕介
- ビアンカの侍女 - 塩田結以

##### 2015年
美内すずえ×ガラスの仮面劇場『女海賊ビアンカ』
2013年に上演された『女海賊ビアンカ』のキャストを新たにした再演。9月9日から13日、会場：AiiA 2.5 Theater Tokyo。
原作・脚本
- 美内すずえ

演出・上演台本
- 児玉明子

配役
- ビアンカ - 唯月ふうか
- シルバー - 根本正勝
- レオノーラ - 大沢逸美
- ジェノバ大使 - 吉岡佑
- ロレンツォ - 神永圭佑
- アルベルト - 原嶋元久
- マリエッラ - 美郷真也
- ジュリオ - 小西成弥
- キャプテン・キッド - 市山貴章
- カスターニ公爵 - 三田村賢二
- ビセンテ - 藤田玲
- シルバーの部下たち -
- ウッズ - 堀部佑介
- バルバロス - 北村毅
- マホメット - 寺山武志
- アリ - 高橋里央

#### 愛のメソッド (舞台)
元々の「愛のメソッド」とは、2016年2月に高島屋のバレンタインフェア「アムール・デュ・ショコラ」のカタログのために描き下ろされた特別番外編の漫画で、劇中作「紅天女」をめぐり演技を競うマヤと亜弓に、月影千草から「愛の演技表現を得るための方法」として、バレンタインチョコレートを作って表現する課題「愛のメソッド」を与えられるというエピソード。舞台版はそのスピンオフ公演として、劇中劇団「劇団つきかげ」関西支部の10年後に劇団主催公演の主演女優を決めるオーディションで5人の新人女優（2019年からは男優も）たちに、かつてマヤと亜弓が挑んだ「愛のメソッド」を最終課題として与えられたというあらすじで、それぞれが一体どうやって課題をクリアするのかが見所となっている。
チョコレートを渡す人物や状況は５人に委ねられており、選んだ方法は劇のワンシーンを演じながら課題を達成することだったというシチュエーションで、5人がそれぞれ演じるワンシーンは漫画でマヤが演じた「嵐が丘」「通り雨」「夏の夜の夢」「奇跡の人」等から選ばれる。愛の物語のオムニバス形式の内容である。
勝者は観客の投票によって選出され、その結果によって毎公演結末が変わる。

##### 2016年（愛のメソッド）
高島屋×「ガラスの仮面」×アカルスタジオ バレンタインスタジオ公演『愛のメソッド』
2016年1月29日から2月14日までアカルスタジオにて公演。公演ごとにキャストは違う。

原案
- 美内すずえ

脚本
- 杉山恵

演出
- 山内直哉、兵頭祐香

テーマ曲
- 大垣知哉

出演者
| - 大谷葉月 - 阪上仁美 - 詫間麻彩 - 田中李佳 - 福田てれさ恵 | - 佐川真由 - 佐田奈央 - 勝賀瀬彩莉 - 庄司伊織 - 髙倉響 - 高安智美 | - 中島菜摘 - 橋本美璃 - 山口瑠奈 - 藤屋江里 - 橋本佳恋 - 泉大士 | - 宇野進之介 - 川畑亮人 - 土井達也 - 野口湧生 - 広瀬翔 - 山崎大喜 | - ゲスト - 兵頭祐香 - 尾崎潤 - 吉村駿作 - 岩村幸音 |

##### 2017年（愛のメソッド）
バレンタインスペシャル公演2017 新人女優対決『ガラスの仮面・愛のメソッド』
2017年2月1日から2月14日までアカルスタジオにて公演。公演ごとにキャストは違う。

原案
- 美内すずえ

脚本
- 杉山恵

演出
- 兵頭祐香

テーマ曲
- 「愛の定義」「チョコレート」大垣知哉

出演者
| - 安東利香 - 一ノ瀬あかり - 恵梨華 - 梶井思初 - 近野なあこ - 崎本紗衣 - 橘ゆい | - 橘祐里 - 栃尾海佑 - 中田麻妃帆 - 林穂乃花 - 樋口みどりこ - 三田みらの - 泉大士 | - 宇野進之介 - 川畑亮人 - 広瀬翔 - 宮本弘佑 - 岩村幸音 - 大谷葉月 - 大屋穂波 | - 篠原希来李 - 島林祈星 - 勝賀瀬彩莉 - 庄司伊織 - 橋本佳恋 - 松本和花 | - ゲスト - 兵頭祐香 - 尾崎潤 |

##### 2018年（愛のメソッド）
バレンタインスペシャル公演2018 新人女優対決『ガラスの仮面・愛のメソッド』
2018年2月1日から2月14日までアカルスタジオにて公演。公演ごとにキャストは違う。

原案
- 美内すずえ

脚本
- 杉山恵

演出
- 兵頭祐香

テーマ曲
- 大垣知哉

出演者
| - 安藤心愛 - 板野仁美 - 岩村幸音 - 大谷葉月 - 梶谷唯 - 小林美樹 | - 崎本紗衣 - 田岡心菜 - 田村明未流 - 中尾彩絵 - 中村まな - 仲又佳子 - 和ほのか | - 則本七海 - 橋本佳恋 - 畑野美佳 - 葉山未来 - 藤﨑優希 - 本田清佳 - 桝谷朱莉 | - マーヤ - 宇野進之介 - 川畑亮人 - 河本孝哉 - 清水剛 - 山﨑大喜 - 福留徹 | - ゲスト - 兵頭祐香 - 伊藤梢 |

##### 2019年春（愛のメソッド）
ガラスの仮面・愛のメソッド2019
2019年3月14日から3月24日までシアターグリーン BASE THEATERにて公演。
新人女優対決だった2016年から2018年の公演を、若手男優対決としてリメイク。シングルキャストの他に、AキャストとBキャストの2チーム制で上演した。

原案
- 美内すずえ

脚本
- 杉山恵

演出
- 渡部寛隆

出演者
| - 笹森裕貴 - 渡部大稀 - 櫻井孝之 - 野邊遼太 | - 内田隼人 - 多賀航太 - 網井俊輝 - 高木優太郎 | - Aキャスト - 小田龍哉 - 二平壮悟 - 牧亮佑 - 川畑亮人 - 内田健太 | - Bキャスト - 大崎捺希 - 坂下陽春 - 工藤大貴 - 村越亮太 - 神越将 |

##### 2019年夏（愛のメソッド）
夏のスペシャル公演・男女混合対決『ガラスの仮面・愛のメソッド』
2019年8月3日から8月10日までアカルスタジオにて公演。
男女混合対決とあるように、性差なく新人･若手の男女俳優対決としてリメイク。シングルキャストの他に、メインキャストはAチーム・Bチーム・Cチームの3チーム制で上演した。

原案
- 美内すずえ

脚本
- 杉山恵

脚色・演出
- 中村暁

監修
- 仙堂花歩

出演者
| - Aチーム - 芳本紗良 - しんえな - 片山朝斗 - 松野愛華 - 笠井那綺 | - Bチーム - 朝霧友莉花 - 樋口龍 - 成瀬大渡 - 朝比奈愛恵 - 坪井愛莉 | - Cチーム - 尾尻愛 - 鍋本佳織 - 山崎誠人 - 朝倉ひなか - あいかビンギラ | - シングルキャスト - 泉大士 - 園田真里愛 - 佐野大貴 - 立塚卓海 - 吉田有希 |

##### 2020年冬（愛のメソッド）
ガラスの仮面・愛のメソッド2020
2020年2月13日から2月16日までアカルスタジオにて公演。
2019年春の公演と同様に、若手男優対決。シングルキャストの他に、メインキャストはAチーム・Bチームの2チーム制で上演した。

原作
- 美内すずえ

脚本
- 江頭美智留

演出
- 内田達也

出演者
| - Aチーム - 杉崎陸 - てっちゃん - 長尾亮佑 - 藤原向希 - 悠木基義 | - Bチーム - 四ヶ浦央空 - 中崎颯人 - 羽瀬渉 - 峯新史 - Ricky | - シングルキャスト - 勝又諒平 - 河本孝哉 - 佐野大貴 - 立塚卓海 |

##### 2020年秋（愛のメソッド）
アカルスタジオ2020公演 若手女優対決『ガラスの仮面・愛のメソッド』
2020年11月13日から11月15日までアカルスタジオにて公演。新型コロナウィルス感染症の流行の影響で、当初は2020年4月2日から5日に予定されるも延期になり、同年8月19日から8月23日に予定されるも延期になりと2度延期していた。
女優のみの対決としては2年ぶりになる。メインキャストはAチーム・Bチーム・Cチームの3チーム制で上演した。

原案
- 美内すずえ

脚本
- 江頭美智留

演出
- 坂田大地

出演者
| - Aチーム - 池原彩桜 - 笠井那綺 - 佐藤綾香 - 柴山花百 - 中野心菜 | - Bチーム - 斎藤春香 - 朝比奈愛恵 - 木下麦 - 久保沙有希 - 山口真央 | - Cチーム - あみ - 荒木利心 - 河奈凜桜 - 中島千智 - 山本彩葉 | - ゲスト - 和泉 - 金世玲 - 山崎ひな - 南園みちな |

##### 2023年（愛のメソッド）
アカルスタジオプロデュース 少女漫画『ガラスの仮面』より 朗読劇『愛のメソッド』
2023年8月19日・20日にアカルスタジオにて公演。チーム花火とチーム肝試し2チーム制で上演した。
原案
- 美内すずえ

脚本
- 杉山恵

構成・演出
- 砂川仁成

出演者
| - チーム花火 - 小山瑞希 - 三栖満菜加 - 嶋愛莉 - 花籠ひまり - 石原美礼 - 田中麗佳 - 安藤しずく - 松本千乃 - 宮永かな - 寺川美咲 | - チーム肝試し - ムゲン - 辰巳大和 - インディゴ藤田 - 徳永彪人 - 遠藤輝希 - 佐々木健 - 小田拓海 - 藤井天音 - 北河孝規 - 其田知之 |

## テレビアニメ

### エイケン版（1984年）
1984年4月9日から同年9月24日、日本テレビ系列ほかにて放送。全23話（ただし第23話は総集編であり、実質的には全22話）。制作はエイケン。2021年にはtvkでも放送していた。
内容は、ヘレン・ケラーの助演女優賞受賞後〜テレビの大河ドラマに出演決定するまでである。第23話の総集編は、月影千草視点であり第1話から第22話までを振り返っている。
連載40周年となる2016年には、HDネガテレシネによりオリジナルでは見えなかった左右の映像が引き伸ばされた、フルHD画角のデジタルリマスター版が制作された。

#### 声優
- 北島 マヤ - 勝生真沙子（パイロット版 - 鶴ひろみ）
- 姫川 亜弓 - 松島みのり（パイロット版 - 小山茉美）
- 速水 真澄 - 野沢那智 / 森功至（第19話 - 第22話）
- 桜小路 優 - 三ツ矢雄二
- 月影 千草 - 中西妙子
- 青木 麗 - 戸田恵子
- 水無月 さやか - 佐々木るん
- 春日 泰子 - 羽村京子
- 沢渡 美奈 - 菊池星子
- （小林）源造 - 緒方賢一
- 小野寺 一 - 藤本譲
- 水城（冴子） - 滝沢久美子
- ナレーター / 姫川歌子 - 北浜晴子

#### スタッフ
- 総監督、OP&ED演出 - 杉井ギサブロー
- 監督 - 坂本雄作、角田利隆
- 制作 - 村田英憲
- プロデューサー - 武井英彦（日本テレビ）、霜田正信、小野辰雄（エイケン）
- 音楽 - 大谷和夫
- 作画総監督 - 進藤満尾
- オープニング作画監督 - 荒木伸吾
- オープニング原画 - 姫野美智
- 美術監督 - 金村勝義
- 美術デザイン - 遠藤守俊
- キャラクターデザイン - 国保誠
- 色彩設定 - 鬼沢富士男
- 撮影監督 - 高橋照治
- 録音監督 - 山田悦司
- 音楽監督 - 東上別符精
- 編集 - 西出栄子、平田光宏
- 効果 - 東洋音響
- 録音 - 東北新社
- 現像 - 東洋現像所（現・品川プロダクションセンター）
- アニメーションコーディネーター - 鷺巣政安
- 調整 - 丹波晴道
- 制作担当 - 小林征史郎、近藤栄三
- 制作協力 - AIC、タマプロダクション、スタジオじゃっく、キティ・フィルム、マジックバス
- 製作 - エイケン

#### 主題歌
オープニングテーマ - 『ガラスの仮面』
作詞 - 売野雅勇 / 作曲 - つのごうじ / 編曲 - 大谷和夫 / 歌 - 芦部真梨子
エンディングテーマ - 『パープル・ライト』
作詞 - 売野雅勇 / 作曲 - 財津和夫 / 編曲 - 大谷和夫 / 歌 - 芦部真梨子
上記2曲を収録したEPレコードは、東芝EMIから発売された。後に関連会社のユーメックスや発売元でもある東芝EMIより、上記2曲やBGMなどが収録されたCDも発売されている。

#### 各話リスト
| 話数 | サブタイトル           | 脚本       | コンテ            | 演出              | 作画監督            | 放送日        |
| ---- | ---------------------- | ---------- | ----------------- | ----------------- | ------------------- | ------------- |
| 1    | 春の嵐                 | 篠崎好     | 奥田誠治          | 西牧秀夫          | 大武正枝            | 1984年 4月9日 |
| 2    | 紫のバラのひと         | 篠崎好     | 中村亮之介        | 冨永恒雄          | 清水恵蔵            | 4月16日       |
| 3    | 美しいライバル         | 篠崎好     | 奥田誠治          | 中村喜則          | 津野二朗            | 4月23日       |
| 4    | 孤独な戦い             | 藤川桂介   | 狭山太郎          | 西牧秀夫          | 劉輝久              | 4月30日       |
| 5    | ふたりの美登利         | 金春智子   | 坂本雄作 角田利隆 | 五月女有作        | 奥田万里            | 5月7日        |
| 6    | 全国大会のワナ         | 金春智子   | 出﨑哲            | 富永恒雄          | 小林ゆかり          | 5月14日       |
| 7    | たったひとりの舞台     | 金春智子   | 西牧秀夫          | 西牧秀夫          | 大武正枝            | 5月21日       |
| 8    | 真澄の熱い想い         | 篠崎好     | 奥田誠治          | 中村喜則          | 畑良子              | 5月28日       |
| 9    | 初めての映画出演       | 篠崎好     | 加瀬充子          | 加瀬充子          | 小林ゆかり          | 6月4日        |
| 10   | 新しい試練             | 篠崎好     | 奥田誠治          | 奥田誠治          | 大鹿日出明          | 6月11日       |
| 11   | 舞台あらし             | 金春智子   | 奥田誠治          | 五月女有作        | 長島正徳 劉輝久     | 6月18日       |
| 12   | わたしはキャサリン     | 金春智子   | ときたひろこ      | ときたひろこ      | 峰尾藍              | 6月25日       |
| 13   | 恋はモザイクもよう     | 三沢もと子 | 奥田誠治          | 中村喜則          | 畑良子              | 7月2日        |
| 14   | 新しい役は人形         | 朝倉千筆   | 日下部光雄        | 富永恒雄          | 小林ゆかり          | 7月9日        |
| 15   | ようこそ! 地下劇場へ!! | 朝倉千筆   | 坂田純一          | 坂田純一          | 利間拓生            | 7月16日       |
| 16   | 母の面影               | 朝倉千筆   | 奥田誠治          | 奥田誠治          | 大鹿日出明 アベ正己 | 7月23日       |
| 17   | 紫のバラのひとはどこに | 朝倉千筆   | ときたひろこ      | ときたひろこ      | 咲坂るう            | 7月30日       |
| 18   | ヘレンへの挑戦         | 金春智子   | 奥田誠治          | 山野哲夫          | 水村十司            | 8月6日        |
| 19   | 白熱のオーディション   | 金春智子   | 日下部光雄        | 富永恒雄          | 小林ゆかり          | 8月20日       |
| 20   | 二人のヘレン           | 金春智子   | 坂田純一          | 中村喜則          | 畑良子              | 9月3日        |
| 21   | 助演女優賞候補!!       | 篠崎好     | 坂田純一          | 坂田純一          | 利間拓生            | 9月10日       |
| 22   | 新しい扉               | 篠崎好     | 奥田誠治          | 角田利隆 坂本雄作 | 大鹿日出明          | 9月17日       |
| 23   | わたしのマヤ           | 総集編     | 総集編            | 総集編            | 総集編              | 9月24日       |

#### 放送局
※放送日時は1984年9月終了時点（秋田テレビ、山口放送、琉球放送については本放送終了後に放映された日時）、放送系列は放送当時のものとする。
| 放送地域       | 放送局         | 放送日時                  | 放送系列                                     | 備考 |
| -------------- | -------------- | ------------------------- | -------------------------------------------- | --- |
| 関東広域圏     | 日本テレビ     | 月曜 19:00 - 19:30        | 日本テレビ系列                               | 制作局                                                                                                   |
| 北海道         | 札幌テレビ     | 月曜 19:00 - 19:30        | 日本テレビ系列                               | |
| 宮城県         | ミヤギテレビ   | 月曜 19:00 - 19:30        | 日本テレビ系列                               | |
| 福島県         | 福島中央テレビ | 月曜 19:00 - 19:30        | 日本テレビ系列                               | |
| 新潟県         | テレビ新潟     | 月曜 19:00 - 19:30        | 日本テレビ系列                               | |
| 長野県         | テレビ信州     | 月曜 19:00 - 19:30        | 日本テレビ系列 テレビ朝日系列                | |
| 静岡県         | 静岡第一テレビ | 月曜 19:00 - 19:30        | 日本テレビ系列                               | |
| 中京広域圏     | 中京テレビ     | 月曜 19:00 - 19:30        | 日本テレビ系列                               | |
| 近畿広域圏     | 読売テレビ     | 月曜 19:00 - 19:30        | 日本テレビ系列                               | |
| 広島県         | 広島テレビ     | 月曜 19:00 - 19:30        | 日本テレビ系列                               | |
| 香川県・岡山県 | 西日本放送     | 月曜 19:00 - 19:30        | 日本テレビ系列                               | |
| 福岡県         | 福岡放送       | 月曜 19:00 - 19:30        | 日本テレビ系列                               | |
| 長崎県         | テレビ長崎     | 月曜 19:00 - 19:30        | フジテレビ系列 日本テレビ系列                | |
| 熊本県         | 熊本県民テレビ | 月曜 19:00 - 19:30        | 日本テレビ系列                               | |
| 鹿児島県       | 鹿児島テレビ   | 月曜 19:00 - 19:30        | フジテレビ系列 日本テレビ系列                | |
| 秋田県         | 秋田テレビ     | 不明                      | フジテレビ系列 テレビ朝日系列                | 1984年9月終了時点では放映無し。 本来の系列局である秋田放送ではなく、競合局の秋田テレビでの放送となった。 |
| 山形県         | 山形放送       | 金曜 16:30 - 17:00        | 日本テレビ系列 テレビ朝日系列                | |
| 山口県         | 山口放送       | 月曜 - 金曜 16:45 - 17:15 | 日本テレビ系列 テレビ朝日系列                | 本放送終了後、1986年に放送。                                                                             |
| 大分県         | テレビ大分     | 月曜 17:30 - 18:00        | フジテレビ系列 日本テレビ系列 テレビ朝日系列 | |
| 沖縄県         | 琉球放送       | 水曜 17:15 - 17:45        | TBS系列                                      | 本放送終了後、1984年 - 1985年頃に放映。                                                                  |

### 東京ムービー版（2005年 - 2006年）
2005年4月6日未明（4月5日深夜）から2006年3月29日未明（3月28日深夜）にかけて、テレビ東京系列地上波数局およびAT-Xにて放送。全51話で、深夜アニメとしては珍しく4クール放送であった。制作は東京ムービー(現・トムス・エンタテインメント)。放送時間は、毎週火曜日の深夜1時30分から2時00分（テレビ東京の場合）。後に群馬テレビ、テレビ埼玉、TOKYO MX、アニマックスなどでも放送されている。
第1話から紅天女編直前(41巻)までのエピソードを忠実にアニメ化。“ふたりの王女”などの人気劇中劇は、（内容を）長めに放映している。時代設定は明確ではないが登場人物の衣装・劇場の外観、携帯電話やパソコンなどが登場、随所に現代風デザインが採用されている。ラストはアニメ独自の解釈で（一応）終わらせている。
2020年にはこの東京ムービー版を基準にしたぱちんこ版が出ているが、一部のメインキャラクター以外は別の声優が演じている。また、小林源造や速水英介も登場するが声はない。他にもアニメで出てこなかったキャラクター尾崎一蓮が登場する（声は間宮康弘が演じる）。

#### 声優（第2作）
括弧内はぱちんこ版での代役。
- 北島 マヤ - 小林沙苗（同左）
- 姫川 亜弓 - 矢島晶子（同左）
- 月影 千草 - 藤田淑子[注 12]（小山茉美）
- 速水 真澄 - 森川智之（幼少：日髙のり子）（同左）
- 桜小路 優 - 福山潤（同左）
- 姫川 歌子 - 勝生真沙子（片貝薫）
- 北島 春 - 宗形智子（ふじたりほ）
- 青木 麗 - 木下あゆ美（木下紗華）
- 沢渡 美奈 - 本名陽子（早瀬莉花）
- 春日 泰子 - 豊口めぐみ（武田華）
- 水無月 さやか - 折笠富美子（朝日奈丸佳）
- 小野寺 一 - 大林隆介（間宮康弘）
- 姫川 貢 - 中尾隆聖
- 水城 冴子 - 佐久間レイ（武田華）
- 堀田 太一 - 坂口候一
- 二の宮 恵子 - 恒松あゆみ
- 田淵 エミ - 榎本温子
- 真島 良 - 浪川大輔
- 乙部 のりえ - 伊藤静（青山吉能）
- 山崎 竜子 - 滝沢久美子
- 金谷 英美 - 皆川純子
- 里美 茂 - 三木眞一郎
- 麻生 舞 - 飯塚雅弓
- 仏師海慶（山本清二） - 関俊彦
- 聖唐人 - 佐々木望（橋本晃太朗）
- 鷹宮 紫織 - 岡本麻弥
- 黒沼 龍三 - 梁田清之
- 速水 英介 - 家弓家正（なし）
- 風魔 鬼平 - いずみ尚
- （小林）源造 / ナレーション - 中江真司（なし）
- ビエナ - きのしたゆうこ
- 尾崎一蓮 - 登場なし（間宮康弘）

#### スタッフ（第2作）
- 監督 - 浜津守
- シリーズ構成 - 佐伯俊道
- キャラクターデザイン - 平山智
- デザインワークス - 森木靖泰
- 美術監督 - 吉原俊一郎
- 色彩設計 - 手嶋明美
- 撮影監督 - 土田栄司
- 編集 - 長坂智樹
- 音響監督 - なかのとおる
- 音楽 - 寺嶋民哉
- 選曲 - 合田豊→合田麻衣子[注 13]
- 音楽プロデューサー - 藤田雅章
- プロデューサー - 八田紳作、松元理人
- アニメーションプロデューサー - 鶴木洋介
- アニメーション制作 - 東京ムービー
- 製作 - MEDIANET、トムス・エンタテインメント

#### 主題歌（第2作）
オープニングテーマ
「Promise」（第1話 - 第26話）
歌 - Candy
「zero」（第27話 - 第51話）
歌 - 幾田愛子
エンディングテーマ
「やさしいさよなら」（第1話 - 第13話）
歌 - 愛名
「Step One」（第14話 - 第26話）
歌 - Sister Q
「素直になれなくて」（第27話 - 第39話）
歌 - Splash Candy
「HELLO HELLO〜another star〜」（第40話 - 第51話）
歌 - CORE OF SOUL

#### 各話リスト（第2作）
| 話数 | サブタイトル            | 脚本                | 絵コンテ        | 演出         | 作画監督        | 放送日         |
| ---- | ----------------------- | ------------------- | --------------- | ------------ | --------------- | -------------- |
| 1    | 千の仮面をもつ少女      | 佐伯俊道            | 浜津守          | 浜津守       | 平山智          | 2005年 4月6日  |
| 2    | ビビの仮面              | 佐伯俊道            | 浜津守          | のがみかずお | 岩佐裕子        | 4月13日        |
| 3    | 逃げた小鳥              | 佐伯俊道            | 香川豊          | 浜津守       | 秋山由樹子      | 4月20日        |
| 4    | 炎の階段                | 佐伯俊道            | 三原武憲        | 原田奈奈     | 秦野好紹        | 4月27日        |
| 5    | 限られたセリフ          | 佐伯俊道 山田立     | 宮原秀二        | 宮原秀二     | 及川ひろみ      | 5月4日         |
| 6    | あたしのベス            | 佐伯俊道 角田美和   | 香川豊          | のがみかずお | 岩佐裕子        | 5月11日        |
| 7    | 紫のバラ                | 佐伯俊道 角田美和   | 本多康之        | 岡田宇啓     | 本木久年        | 5月18日        |
| 8    | 風の中を行く            | 佐伯俊道 山田立     | 三原武憲        | 三原武憲     | 南伸一郎        | 5月25日        |
| 9    | 新しい美登利            | 佐伯俊道 山田立     | 宮原秀二        | 宮原秀二     | 及川ひろみ      | 6月1日         |
| 10   | たけくらべ 二人の美登利 | 佐伯俊道 山田立     | 浜津守          | 高木茂樹     | 秦野好紹        | 6月8日         |
| 11   | 春の嵐                  | 佐伯俊道 五十嵐暁美 | 三原武憲        | のがみかずお | 岩佐裕子        | 6月15日        |
| 12   | 一人きりの舞台          | 佐伯俊道 五十嵐暁美 | 本多康之        | 岡田宇啓     | 本木久年        | 6月22日        |
| 13   | あした草                | 佐伯俊道 角田美和   | 小坂春女        | 小坂春女     | 南伸一郎        | 6月29日        |
| 14   | 宿命のライバル          | 佐伯俊道 角田美和   | 宮原秀二        | 宮原秀二     | 及川ひろみ      | 7月6日         |
| 15   | 罠                      | 佐伯俊道 山田立     | 浜津守          | 篠崎康行     | 秦野好紹        | 7月13日        |
| 16   | 舞台あらし              | 佐伯俊道 五十嵐暁美 | 本多康之        | 本多康之     | 本木久年        | 7月20日        |
| 17   | 嵐が丘                  | 佐伯俊道 五十嵐暁美 | 三原武憲        | 三原武憲     | 岩佐裕子        | 7月27日        |
| 18   | 人形の役                | 佐伯俊道 山田立     | 宮原秀二        | 宮原秀二     | 及川ひろみ      | 8月3日         |
| 19   | 外れた仮面              | 佐伯俊道 山田立     | 小坂春女        | 小坂春女     | 薄谷栄之        | 8月10日        |
| 20   | すり替えられた台本      | 佐伯俊道 山田立     | 奥田誠治        | 岡田宇啓     | 大河内忍        | 8月17日        |
| 21   | 炎のエチュード          | 佐伯俊道 角田美和   | 高木茂樹        | 篠崎康行     | 南伸一郎        | 8月24日        |
| 22   | 奇跡の人 最終審査       | 佐伯俊道 角田美和   | 浜津守          | のがみかずお | しまだひであき  | 9月1日         |
| 23   | 対決! 二人のヘレン      | 佐伯俊道 五十嵐暁美 | 香川豊          | 篠崎康行     | 平山智          | 9月7日         |
| 24   | 華やかな迷路            | 佐伯俊道 五十嵐暁美 | 宮原秀二        | 宮原秀二     | 及川ひろみ      | 9月14日        |
| 25   | 天の輝き                | 佐伯俊道 山田立     | 小坂春女        | 小坂春女     | 薄谷栄之        | 9月21日        |
| 26   | マヤを狙う影            | 佐伯俊道 山田立     | 本多康之        | 本多康之     | 本木久年        | 9月28日        |
| 27   | 見えない落とし穴        | 佐伯俊道 山田立     | 三原武憲        | 三原武憲     | 南伸一郎        | 10月5日        |
| 28   | 女優失格                | 佐伯俊道 角田美和   | 香川豊          | 篠崎康行     | しまだひであき  | 10月12日       |
| 29   | カーミラの肖像          | 佐伯俊道 角田美和   | 浜津守          | のがみかずお | 岩佐裕子        | 10月19日       |
| 30   | 100万の虹               | 佐伯俊道 山田立     | 奥田誠治        | 岡田宇啓     | 大河内忍        | 10月26日       |
| 31   | 一人芝居                | 佐伯俊道 山田立     | 小坂春女        | 小坂春女     | 平山智          | 11月2日        |
| 32   | 真夏の夜の夢            | 佐伯俊道 山田立     | 宮原秀二        | 宮原秀二     | 及川ひろみ      | 11月9日        |
| 33   | 野外劇場の奇跡          | 佐伯俊道 五十嵐暁美 | 浜津守          | 高木茂樹     | 岩佐裕子        | 11月16日       |
| 34   | マヤの挑戦              | 佐伯俊道 五十嵐暁美 | 山本郷          | 辻太輔       | 日置正志        | 11月23日       |
| 35   | アルディスとオリゲルド  | 佐伯俊道 角田美和   | 三原武憲        | 剛田隼人     | 崎山知明        | 11月30日       |
| 36   | 冬の星座                | 佐伯俊道 角田美和   | 宮原秀二        | 宮原秀二     | しまだひであき  | 12月7日        |
| 37   | ふたりの王女（前編）    | 佐伯俊道 山田立     | 小坂春女        | 小坂春女     | 平山智 村谷貴志 | 12月14日       |
| 38   | ふたりの王女（後編）    | 佐伯俊道 山田立     | 小坂春女        | 小坂春女     | 平山智 椛島洋介 | 12月21日       |
| 39   | 紫の影                  | 佐伯俊道 山田立     | 宮原秀二        | 宮原秀二     | 平山智          | 12月28日       |
| 40   | 狼少女ジェーン          | 佐伯俊道 五十嵐暁美 | 香川豊          | 篠崎康行     | 南伸一郎        | 2006年 1月11日 |
| 41   | 野生の心                | 佐伯俊道 五十嵐暁美 | 高木茂樹        | 高木茂樹     | しまだひであき  | 1月18日        |
| 42   | 芸術祭への賭け          | 佐伯俊道 角田美和   | 香川豊          | 篠崎康行     | 南伸一郎        | 1月25日        |
| 43   | 忘れられた荒野          | 佐伯俊道 角田美和   | 浜津守          | 宮原秀二     | しまだひであき  | 2月1日         |
| 44   | 無限の舞台              | 佐伯俊道 角田美和   | 高木茂樹        | 高木茂樹     | 平山智 小松香苗 | 2月8日         |
| 45   | 都会の星                | 佐伯俊道 山田立     | 岡田正和        | 辻太輔       | 中野彰子        | 2月15日        |
| 46   | 梅の谷へ                | 佐伯俊道 山田立     | 四谷光宏        | 篠崎康行     | 村谷貴志        | 2月22日        |
| 47   | 恋の炎                  | 佐伯俊道 五十嵐暁美 | 小坂春女        | 小坂春女     | 南伸一郎        | 3月1日         |
| 48   | 夢の一夜                | 佐伯俊道 五十嵐暁美 | 高木茂樹        | 原田奈奈     | 平山智          | 3月8日         |
| 49   | 魂の半身                | 佐伯俊道 角田美和   | 浜津守 岡田正和 | 宮原秀二     | しまだひであき  | 3月15日        |
| 50   | 女神の仮面              | 佐伯俊道            | 香川豊          | 本多康之     | 松田寛 小松香苗 | 3月22日        |
| 51   | 紅天女                  | 佐伯俊道            | 高木茂樹        | 高木茂樹     | 平山智          | 3月29日        |

#### 放送局（第2作）
| 放送地域   | 放送局     | 放送期間                     | 放送日時                     |
| ---------- | ---------- | ---------------------------- | ---------------------------- |
| 関東広域圏 | テレビ東京 | 2005年4月6日 - 2006年3月29日 | 水曜 1:30 - 2:00（火曜深夜） |
| 愛知県     | テレビ愛知 | 2005年4月8日 - 2006年3月31日 | 金曜 1:58 - 2:28（木曜深夜） |
| 大阪府     | テレビ大阪 | 2005年4月13日 - 2006年4月5日 | 水曜 2:35 - 3:05（火曜深夜） |
| 日本全域   | AT-X       | 2005年4月19日 - 2006年4月    | 火曜 11:00 - 11:30           |

### スピンオフアニメ

#### ガラスの仮面ですが
第1期『ガラスの仮面ですが』および第2期『ガラスの仮面ですがZ』が、2013年4月より放送。2014年8月、ブラウザゲーム化。

#### 3ねんDぐみガラスの仮面
『3ねんDぐみガラスの仮面』が2016年10月3日から12月26日までTOKYO MXほかで放送。登場人物は3Dアニメーションのミニキャラクターとなっている。

## OVA
1998年から1999年にかけて『ガラスの仮面 千の仮面を持つ少女』（全3巻）としてOVA化され、ポリグラムから発売された。
内容は、「たけくらべ」まで。
- 第1部 女優への旅立ち
- 第2部 炎の階段
- 第3部 嵐の中を行く

### 声優
- 北島 マヤ - 緒方恵美
- 姫川 亜弓 - 松井菜桜子
- 速水 真澄 - 小杉十郎太
- 月影 千草 - 戸田恵子
- 桜小路 優 - 置鮎龍太郎
- 姫川 歌子- 鈴木弘子
- 水城 冴子 - 島津冴子
- 水無月 さやか - 飯塚雅弓
- 青木 麗  - 高乃麗
- 沢渡 美奈 - 中村尚子
- 春日 泰子 - 松谷彼哉
- 田代 - 菅原正志
- 北島 春 - 叶木翔子
- 萬福軒 店主 - 堀部隆一
- 萬福軒 女将 - 片岡富枝
- 山下 杉子 - 伊藤美紀

### スタッフ（OVA）
- 監督・絵コンテ・演出 - 小林常夫
- 脚本 - 岸間信明、菅良幸、金春智子
- キャラクターデザイン - 平山智、後藤真砂子
- 総作画監督 - 平山智
- 美術監督 - 光元博行
- 音楽 - 寺嶋民哉
- アニメーション制作 - 東京ムービー

## テレビドラマ
1997年テレビ朝日系列の月曜ドラマ・イン枠でテレビドラマ化され放映、1998年には続編も製作された。完結篇は『花とゆめ』連載版をアレンジして一応の決着をつけている。

### 出演人物

#### 主要人物

##### 第1シリーズより
- 北島 マヤ - 安達祐実
- 速水 真澄 - 田辺誠一
- 姫川 亜弓 - 松本恵（完結編のみ中村愛美）
- 桜小路 優 - 小橋賢児
- 小野寺 一 - 佐戸井けん太
- 鷹宮 紫織 - 佐伯伽耶
- 青木 麗 - 植松香
- 水無月 さやか - 斉藤のぞみ
- 春日 泰子 - 安斎恵吏
- 沢渡 美奈 - 有坂来瞳
- 田代 鈴子（乙部 のりえ） - 佐伯日菜子
- 小林 源造 - 六平直政
- 水城 冴子 - 戸川京子
- 姫川 歌子 - かとうかずこ
- 北島 春 - 藤真利子
- 月影 千草 - 野際陽子

##### 第2シリーズより
- 速水 英介 - 筒井康隆
- 黒沼 龍三 - 羽場裕一
- 風間 拓矢 - 河相我聞

#### ゲスト

##### 第1シリーズより
第1話
- 福田 杉子 - 藤村ちか（第1話 - 第2話・第5話）
- 福田 松江 - 増子倭文江（第1話 - 第2話・第4話 - 第5話）
- 福田 梅吉 - 水島涼太（第1話 - 第2話・第4話 - 第5話）
- 担当教師 - 清水めぐみ
- 支配人 - 須永慶（第1話、第2シリーズ第6話）
- 中武佳奈子
- 原島梨恵
- 森川数間
- 奥山奈々
- 山下菜々子

第2話
- 田代講師 - 竹内修（第2話 - 第4話）
- 平田美穂（第2話 - 第3話）
- 沢江りか
- 萩原等司
- FUNKY（第2話 - 第4話・第6話、第2シリーズ第1話）
- 真木里佳（第2話 - 第4話）
- 白浜加津奈（第2話 - 第4話、第2シリーズ第1話・第3話）
- 佐久間由枝（第2話 - 第4話、第2シリーズ第1話）
- 野口径（第2話 - 第3話）
- 日高由貴（第2話 - 第4話・第6話）
- 秋野悠美（第2話 - 第4話、第2シリーズ第5話 - 第6話）
- 南明子（第2話 - 第4話、第2シリーズ第11話 - 最終話）
- 冨田千晴（第2話 - 第4話）
- 冨田晃代（第2話 - 第4話）
- 川島令美（第2話 - 第4話、第2シリーズ第9話）
- 坂木恵美（第2話 - 第4話・第6話）
- 森未向（第2話 - 第4話）
- 清水梨沙（第2話 - 第4話・第6話）
- 柳下明子（第2話 - 第4話・第6話）
- 鈴木桃子（第2話 - 第4話・第6話）
- 山下知子（第2話 - 第4話・第6話）

第4話
- 青柳 草一郎 - 石田太郎（第4話・最終話）
- 中根徹
- こねり翔

第5話
- 住職 - 奥村公延
- 荻原賢三
- 上村依子（第5話、第2シリーズ第9話）
- 蒲生純一
- 川奈和美（第5話、第2シリーズ第9話）
- 中野誠之
- 梅林真樹子
- 松井明
- 田辺彩

第6話
- 白鳥 令奈 - 愛禾みさ（第6話 - 第7話）
- 早川 あきこ - 政次美雨（第6話 - 第7話）
- 山下 佳代 - 中原早苗
- 山下 義夫 - 横山あきお
- 母親 - 安達香代子
- 水森コウ太（第6話、第2シリーズ第5話）
- 水野令子（第6話 - 第10話）
- 新井今日子（第6話 - 第7話）
- 坂田麻衣子（子役）
- 松村朗
- 長棟嘉道（第6話・第8話）

第7話
- 浅見小四郎
- 水野あや
- 伊藤正博
- 本田清澄
- 笹原 恭 - 沼崎悠（第7話、第2シリーズ第5話 - 第6話）
- 水川紀子
- 浅沼晋平（第7話 - 第8話、第2シリーズ第8話）
- 藤本洋子（第7話 - 第8話）

第8話
- 巴 万里 - 小橋めぐみ（第8話 - 第9話）
- 鶴岡優紀子（第8話 - 第9話）
- 須藤理彩（第8話 - 第9話）
- 小林久和（第8話、第2シリーズ第9話）
- 原サチコ
- 野村信次
- 棚橋ナッツ
- 神崎智孝
- 古山由美子
- 細川明（第8話、第2シリーズ第1話）
- 酒本聖也
- 麻生淳子（第8話、第2シリーズ第7話）
- 奥谷寿美子

第9話
- 魏涼子
- 三輝みきこ
- 偉藤康次
- 佐藤正行
- 阿部六郎（第9話 - 第10話）
- 高橋勝（第9話 - 最終話）
- 佐々木敏哉（第9話 - 第10話）
- 森康子（第9話 - 最終話）
- 今井まなみ
- 光井みほ
- 高橋幸子
- 高原智美
- 明石知也（第9話 - 第10話、第2シリーズ第8話）
- 浦川明

第10話
- 松本じゅん
- 浜田道彦
- 春延朋也
- 濱近高徳
- 野村芳江
- 樋口紀子

最終話
- 宝積有香
- 柳佐智夫
- 市川淳
- 岩城菜里
- 林田愛子
- 子迫三喜子
- 佐々木希美
- 宮川不二夫
- 小川喬也（最終話、第2シリーズ第8話）
- 川村真由
- 望月千恵子
- 内山森彦
- 大矢ゆかり
- 金子緑朗
- 児玉徹（最終話、第2シリーズ第5話）
- 松田斎
- プロデューサー - 生瀬勝久
- 平林浩太郎
- 立花つくし
- 浅川クミ
- 清水ゆかり
- 小毬なな
- 菊地順子
- 田中孝史
- 横尾健一
- 杉山美幸
- 井出富次代
- 大野雅子
- 福井晋
- 佐藤貢三

##### 第2シリーズより
第1話
- 草木 広子 - 河野由佳（第1話 - 第2話）
- 吉沢 ひろし - 金子統昭（第1話 - 第2話）
- 演劇部 部長 - 関野沙織（第1話 - 第2話）
- あらい汎
- 演劇部員 - 後藤はるか（第1話 - 第2話）
- 演劇部員 - 須釜直子（第1話 - 第2話）
- 演劇部員 - 佐々木恵理（第1話 - 第2話）
- 市川あすか
- 江口慎典
- 矢野浩二（第1話・第10話 - 第11話）
- 清塚さおり（第1話・第3話・第10話 - 第11話）
- 野村あゆみ（第1話・第10話 - 第11話）
- 岡本ゆう
- 岡本しゅう（第1話・第7話）
- 滝智行（第1話・第3話・第5話・第10話 - 第11話）
- 石黒正男
- 丸山裕美（第1話・第3話）
- 野田吉行
- シルビアライフ
- 吉田耕作
- 渡辺倫子（第1話・第5話・第7話・第10話 - 第11話）
- 川村ひかる
- 板倉茜（第1話 - 第2話）
- 吉村庸子
- 斉藤未来（第1話 - 第2話）

第2話
- 森富士夫（第2話 - 第4話・第8話）
- 芳良三多貴
- 津村まこと（第2話・第4話）
- 田中圭
- 坂井陽介
- 湊晃
- 田島有基

第3話
- 百合子 - 岩城茉里（第3話・第5話 - 第9話・最終話）
- 上原由恵（第3話・第9話）
- 山上賢治
- 田村元治（第3話 - 第4話・第6話 - 第8話）
- 牧原一義
- 山崎海童
- 大塚洋

第4話
- 和田緑郎
- 九太朗（クレジット表示では「九太郎」と誤表記）
- 澤田誠志
- 山田百貴
- 西尾勇気

第5話
- 植草 葉子 - 大賀勇気（第5話 - 第6話）
- 竹内 - 青島健介（第5話 - 第6話）
- 草加 みどり - 竹内飛鳥（第5話 - 第6話）
- 山本雅子（第5話 - 第6話）
- 上原由香
- 石井ひとみ
- 藤倉 栄 - 鶴岡修（第5話 - 第6話）
- ト字たかお
- 最上 さわ子 - 人村朱美（第5話 - 第6話）
- 岸本光正
- 植松洋
- 大村晃司
- 森喜行
- 中村友美（第5話・第7話）
- 角田栄二
- 臼井秀雄
- 新山和敬
- 笹渡勝正

第6話
- 松村明（第6話・第8話・第11話）
- 井上浩
- 久保雅嗣

第7話
- 江端英久
- 加世幸市

第8話
- 佐藤旭（第8話・第11話）

第9話
- 中里博美
- 吉江芳成
- 大矢枝里香
- 横島亘
- 女鹿伸樹
- 椎名茂

第10話
- 東野将（第10話 - 第11話）
- 苫米地陽子

第11話
- 中村方隆（第11話 - 最終話）
- 道又隆成（第11話 - 最終話）
- 野呂瀬初美（第11話 - 最終話）
- 入鹿尊（第11話 - 最終話）

最終話
- 車掌 - 斉藤暁
- 辻義就（テレビ朝日アナウンサー）

- その他の出演者 - 手島美紗子

### 主題歌（テレビドラマ）
テーマソング
「Calling」
作詞 - 稲葉浩志 / 作曲 - 松本孝弘 / 編曲 - 松本孝弘、稲葉浩志、池田大介、徳永暁人 / 歌 - B'z
エンディングテーマ
「ポーラスター 〜君だけ信じて〜」 （第1シリーズ）
作詞 - 土生京子 / 作曲 - 菅原サトル / 編曲 - 菅原サトル / 歌 - 春原佑紀
「ハピネス」 （第2シリーズ）
作詞 - 稲葉浩志 / 作曲 - 松本孝弘 / 編曲 - 松本孝弘、稲葉浩志、徳永暁人 / 歌 - B'z

### スタッフ（テレビドラマ）
- 脚本 - 水橋文美江（第1シリーズ：#1）、野依美幸（第1シリーズ：#2〜11、第2シリーズ：#4,6〜12）、江頭美智留（第2シリーズ：#1〜3,5）
- 演出 - 西前俊典（第1シリーズ：#1,2,5,6,10、第2シリーズ：#1,2,7,9,11）、今井和久（第1シリーズ：#3,4,7〜9,11、第2シリーズ：#4,5）、杉山登（第2シリーズ：#3,6,8,10,12）
- 音楽 - TEAM B'z
- 第2シリーズタイトルバックスチール - 岡田貴之
- 技術協力 - テイクシステムズ
- プロデューサー補 - 佐々木基（第1シリーズ）、白倉伸一郎（第2シリーズ）
- プロデューサー - 佐藤凉一、内山聖子（テレビ朝日）、見留多佳城、元信克則（G・カンパニー）
- 制作 - テレビ朝日、G・カンパニー

### 受賞歴
- 第14回ザテレビジョンドラマアカデミー賞
  - ザテレビジョン特別賞

### 放送日程
第1シリーズ
原作の第1章〜第8章を基にしている。
| 各話                                             | 放送日        | サブタイトル                                                                                 | 脚本       | 演出     | 視聴率 |
| ------------------------------------------------ | ------------- | -------------------------------------------------------------------------------------------- | ---------- | -------- | ------ |
| 第一章                                           | 1997年7月07日 | 千の仮面を持つ少女                                                                           | 水橋文美江 | 西前俊典 | 11.0%  |
| 第二章                                           | 1997年7月14日 | 孤独な戦いが今始まる!                                                                        | 野依美幸   | 西前俊典 | 10.5%  |
| 第三章                                           | 1997年7月21日 | 全てを賭けた運命の7日間                                                                      | 野依美幸   | 今井和久 | 9.5%   |
| 第四章                                           | 1997年7月28日 | 紫のバラのひと! 命がけのヒロイン                                                             | 野依美幸   | 今井和久 | 11.7%  |
| 第五章                                           | 1997年8月04日 | 特訓! 女優養成竹ギプス                                                                       | 野依美幸   | 西前俊典 | 9.6%   |
| 第六章                                           | 1997年8月11日 | 激突!! 三重苦の二人は永遠のライバル                                                          | 野依美幸   | 西前俊典 | 8.9%   |
| 第七章                                           | 1997年8月18日 | 奇跡の瞬間! 奇跡の少女!!                                                                     | 野依美幸   | 今井和久 | 12.1%  |
| 第八章                                           | 1997年8月25日 | 未来の紅天女を脅かす黒い影                                                                   | 野依美幸   | 今井和久 | 14.8%  |
| 第九章                                           | 1997年9月01日 | 切なすぎる初恋…誰かが私を狙ってる!?                                                          | 野依美幸   | 今井和久 | 13.4%  |
| 第十章                                           | 1997年9月08日 | さよなら初恋…永遠にさよなら母さん                                                            | 野依美幸   | 西前俊典 | 11.7%  |
| 最終章                                           | 1997年9月15日 | 月影死す…!? ついに紫のバラのひとの正体が!? 女優失踪マヤの運命は!? 奇跡はもう一度起こるのか!? | 野依美幸   | 今井和久 | 14.9%  |
| 平均視聴率 11.6%（ビデオリサーチ調べ・関東地区） |               |                                                                                              |            |          |        |

第2シリーズ
原作第9章〜第11章を基にしている。マヤの異母兄・風間拓矢など、一部オリジナル設定もある。
| 各話                                             | 放送日        | サブタイトル                             | 脚本       | 演出     | 視聴率 |
| ------------------------------------------------ | ------------- | ---------------------------------------- | ---------- | -------- | ------ |
| 第一章                                           | 1998年4月13日 | 奇跡の復活をかけて…闘いの幕開け!!        | 江頭美智留 | 西前俊典 | 12.8%  |
| 第二章                                           | 1998年4月20日 | 蘇る情熱運命の出会い!!                   | 江頭美智留 | 西前俊典 | 10.8%  |
| 第三章                                           | 1998年4月27日 | 再起を賭けた舞台! 危険な兄の秘密…!?      | 江頭美智留 | 杉山登   | 10.5%  |
| 第四章                                           | 1998年5月04日 | さよなら劇団つきかげ! 紅天女の後継者は!? | 野依美幸   | 今井和久 | 10.7%  |
| 第五章                                           | 1998年5月11日 | 仕組まれた罠!? あなたを許さない!!        | 江頭美智留 | 今井和久 | 9.9%   |
| 第六章                                           | 1998年5月18日 | 運命のライバル激突! ふたりの王女!!       | 野依美幸   | 杉山登   | 12.5%  |
| 第七章                                           | 1998年5月25日 | 紫のバラのひと…やっと会える大切な人      | 野依美幸   | 西前俊典 | 11.0%  |
| 第八章                                           | 1998年6月01日 | 切ないキス…奇跡! 3人の紅天女誕生!!       | 野依美幸   | 杉山登   | 10.7%  |
| 第九章                                           | 1998年6月08日 | 死なないで! 命の叫び!! 狼少女ジェーン    | 野依美幸   | 西前俊典 | 11.5%  |
| 第十章                                           | 1998年6月15日 | ライバルの殺意!? 私は狼 野生の狼         | 野依美幸   | 杉山登   | 11.2%  |
| 第十一章                                         | 1998年6月22日 | 求め合う魂…!? 紫のバラのひと衝撃の告白   | 野依美幸   | 杉山登   | 10.8%  |
| 最終章                                           | 1998年6月29日 | 紫のバラの真実!! 感動と奇跡の最終章      | 野依美幸   | 西前俊典 | 13.6%  |
| 平均視聴率 11.3%（ビデオリサーチ調べ・関東地区） |               |                                          |            |          |        |

完結編『ガラスの仮面スペシャル』
原作第12章と『花とゆめ』連載版が元ネタ。1999年9月30日放送。

## ラジオドラマ
1982年、キングレコードから発売されたオリジナルアルバム(K25G-7103)発売とのタイアップで、ニッポン放送の「夜のドラマハウス」にて放送された。
- 主な出演
  - 北島 マヤ - 信沢三恵子
  - 姫川 亜弓 - 小山茉美
  - 月影 千草 - 平井道子
  - 速水 真澄 - 野沢那智
  - 青木 麗 - 戸田恵子　ほか
  - 語り - 白坂道子

NHKラジオ第1放送で 1982年11月にラジオコミックスとして単発放送された。
- 主な出演
  - 北島 マヤ - 高坂真琴
  - 姫川 亜弓 - 榊原良子
  - 月影 千草 - 小原乃梨子

## コラボレーション作品
- 1977年『花とゆめ』12号に和田慎二とのコラボレーション作品『スケバン刑事番外編 ＜ガラスの仮面編＞』が掲載された。「ジーナと5つの青い壷」の公演内に凶行が繰り広げられる、10ページほどの短編で『スケバン刑事』コミックス第6巻に収録されている。なお、マヤを襲った事件の犯人は魅槌すずえこと美内すずえ（共犯は和田慎二）である。

また、本編でもコラボレーションしており、速水真澄と神恭一郎とが大学時代の親友という設定になっている。ある組織を調査していた神恭一郎が、疑惑を感じた芸能プロダクションの調査を業界最大手の大都芸能の社長である速水真澄に電話で依頼するというエピソードがそれぞれの本編で描かれている（1982年『花とゆめ』10号に同時に掲載された）。このエピソードは『ガラスの仮面』コミックス24巻、『スケバン刑事』コミックス20巻にそれぞれ収録されている。
- 2012年に発売されたニンテンドー3DS専用ゲームソフト『ガールズRPG シンデレライフ』に、速水真澄がコラボレーションキャラクターとして登場している。プレイヤーはネオジェンヌ（キャバ嬢）となり、ある事情によりプレイヤーの働く店に訪れた速水真澄を接客することができる。接客回数は2回だが、原作に沿ったセリフがあったり、白目になったりするのを見ることができる。声優は2005年のアニメ版で速水真澄役を演じた森川智之が担当している。なお、『ガラスの仮面』のキャラクターがゲームソフトに登場したのは、このゲームが初めてである[143]。

## トピックス
- コミックス第47巻発売記念として2011年7月8日より速水真澄似のメイクをした人物を当てるという「速水真澄は誰だ!?[144]」クイズキャンペーンが行われ、7月26日に正体がデーブ・スペクターであることが明かされた[145]。また、原作とのコラボレーションで速水真澄のプライベートルームを再現したという東京プリンスホテルロイヤルスイートルーム（1日1組、一泊2万6000円）も登場し[146]、賞金A賞はロイヤルスイートルーム招待であった。
- コミックス第49巻発売と同時に「ガラスの仮面名台詞カルタ」が白泉社から発売されている。付録CDには以下のキャストによる札読みが収録されている。なお、マヤと千草のキャストはテレビドラマ版と同一である。
  - 清水ミチコ（メイン札読み）
  - ゲスト：安達祐実（北島マヤ）、杏（姫川亜弓）、野際陽子（月影千草）、京本政樹（速水真澄・聖唐人）、松本幸四郎（速水英介）、ケンドー・コバヤシ（小林源造）、川平慈英（ピーター・ハミル）
- 連載開始40周年を記念し、2016年6月1日より参天製薬の目薬「サンテ40シリーズ」とのコラボレーションで、『ガラスの仮面検定キャンペーン』がスタートした[147]。キャンペーンの特設サイトでは「全国統一 ガラスの仮面検定」を実施。参加者の「ガラスの仮面」に関する知識を試す問題が用意され、検定に合格した人には美内のサイン入り認定証が授与される[147]。
- 連載開始40周年記念として2017年、「ガラスの仮面展」が2か所で開催された。東京会場：8月23日 - 9月4日、京都会場：12月1日 - 同25日[148]。
- 2016年8月2日からMSソリューションズのオリジナルブランドのLEPLUSから発売されている液晶保護ガラスフィルム「GLASS PREMIUM FILM」とのコラボレーションCMが福岡地方限定で放送された[149]。さらに同年9月15日より、同CMの第2・第3弾がMSソリューションズの公式YouTubeチャンネルで配信[150]。これらのCMは同年10月20日より関東エリアでも放送された[151]。
- 2016年8月26日、一心堂本舗から北島マヤと月影千草をモチーフにしたフェイスシートが発売[152]。
- バンホーテンココアとコラボレートし、特設サイトにてWeb限定の動画が、2017年11月15日に「バンホーテン主演女優賞」編と「いつでも美味しくリラックス」編が公開[153]。2018年11月1日に「ココアの元祖」編と「美味しくなって新登場」編と「俺のガウン」編が公開された[154]。2018年版ではバンホーテンの190周年を記念してコラボグッズも抽選でプレゼントされた。
- ファミリーマートのキャンペーン「払込票で“スマホくじ祭り”その場で当たる総額5億円！」のくじの演出画面に、2022年9月6日から10月31日まで、名場面やセリフを「あたり」「はずれ」合計50通りを起用した[155]